# Utricularia
Utricularia es un género de plantas carnívoras de la familia Lentibulariaceae con 215 especies, según los estudios más modernos. que viven en agua dulce y en suelos húmedos en todos los continentes excepto la Antártida. Algunas plantas del género se cultivan por sus flores a las que se las compara con frecuencia con las de Antirrhinum y con las orquídeas.
Todas son carnívoras y capturan pequeños organismos por medio de trampas con vejigas de succión conocidas como utrículos. En general las especies terrestres poseen utrículos diminutos (entre 0,2 y 1,2 mm), y se alimentan de pequeñísimas presas como protozoos y rotíferos que flotan en suelos anegados. Sin embargo, en las especies acuáticas como U. vulgaris, las trampas miden más de 5 mm de diámetro y pueden capturar presas más grandes, como Daphnia, nemátodos, larvas de mosquito y renacuajos. A pesar de su pequeño tamaño, las trampas son extremadamente complejas.
Son plantas muy especializadas, y los órganos vegetativos no están claramente separados en raíz, hoja y tallo como en la mayoría de las otras angiospermas. Sus trampas son consideradas entre las estructuras más complejas del reino vegetal.

## Descripción
La mayoría de las especies yacen debajo de la superficie del sustrato. Las especies terrestres a veces producen unas pocas hojas fotosintéticas que generalmente se hallan postradas sobre el suelo, pero en todas las especies solo los tallos florales se levantan sobre el sustrato y son conspicuos. Esto significa que las especies terrestres generalmente están a la vista solo cuando florecen; mientras que las acuáticas son visibles bajo el agua.

### Estructura vegetal

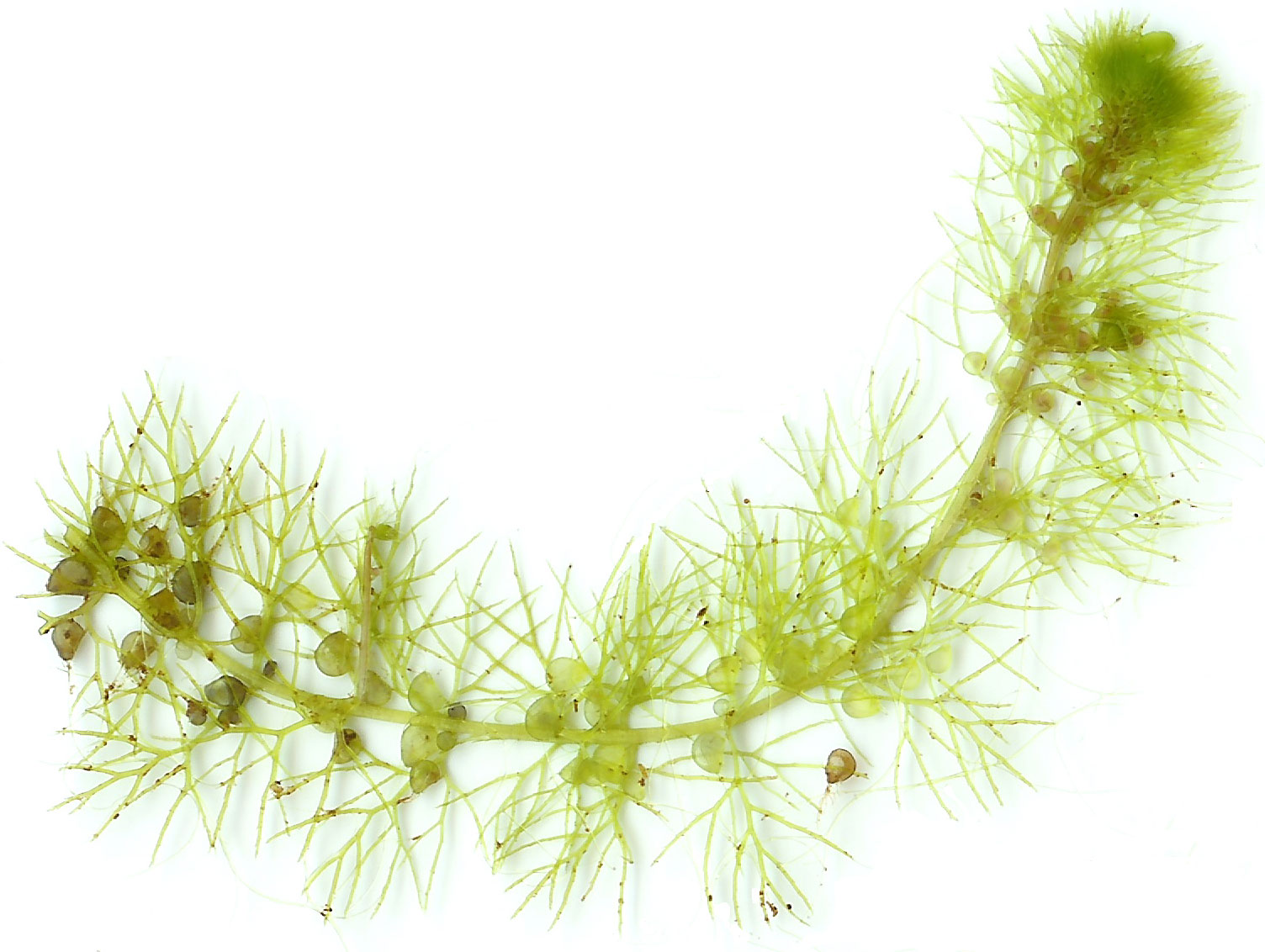
Estructura de la planta, se pueden observar estolones, trampas (utrículos) transparentes y brotes de crecimiento.

Muchas especies forman largos tallos, a veces ramificados, o estolones debajo de la superficie de su sustrato, si están sumergidos, o colgantes en el dosel arbóreo de selva tropical. A esos estolones se agregan las trampas y las hojas fotosintéticas, que, en las especies terrestres, se presentan por encima del suelo.
El nombre genérico Utricularia deriva del latín utriculus, frasco de vino o botella de cuero. Los miembros acuáticos del género tienen las vejigas más grandes y obvias, que servían inicialmente para la flotación hasta evolucionar a elementos de captura carnívora.

### Flores y reproducción
Las flores son la única parte de la planta definida. Usualmente están al final de tallos verticales, finos; varían de pocos milímetros a 6 cm o más y tienen dos pétalos con labios asimétricos, el inferior usualmente más grande que el superior. Pueden ser de diversos colores, similares en estructura a las flores de un género de carnívoras emparentadas: Pinguicula.
Las flores de especies acuáticas como U. vulgaris son comparadas con frecuencia a las diminutas flores amarillas de Antirrhinum, y la especie australiana U. dichotoma puede parecerse a una violeta. Las especies epífitas de Sudamérica, sin embargo, se consideran las más bonitas, por sus flores grandes; siendo comparables a las orquídeas.
Ciertas especies pueden producir flores cerradas, autopolinizadas (cleistógamas); pero la misma planta o la especie produce flores abiertas, polinizadas por insectos, al mismo tiempo o en diferentes momentos del año, y sin un patrón obvio. A veces, plantas individuales tienen ambos tipos de flor al mismo tiempo: las especies acuáticas como U. dimorphantha y U. geminiscapa, por ejemplo, usualmente tienen flores abiertas por encima del agua y una o más flores cerradas, autopolinizadas debajo del agua (1). Las semillas son numerosas y sumamente pequeñas, desde 0,2 a 1 mm.

## Distribución y hábitat

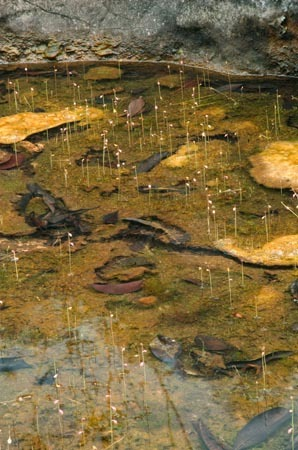
Utricularia sp. creciendo en Bau, Sarawak.

Utricularia puede sobrevivir donde exista agua dulce al menos una parte del año: solo la Antártida y las islas oceánicas no tienen especies nativas. La mayor diversidad en especies del género se da en Sudamérica, siguiendo muy cerca Australia. En común con muchas especies carnívoras, crecen en suelo húmedo, pobres en minerales disueltos, donde su hábito carnívoro les da ventaj competitiva; las spp. terrestres de Utricularia pueden hallarse junto a otros géneros carnívoros como Sarracenia, Drosera, y otras en áreas muy húmedas donde continuamente se mueve el agua, removiendo muchos minerales solubles del suelo.
Cerca del 80% de sus especies son terrestre y la mayoría habita charcas o suelos húmedos, donde sus pequeñas trampas foliares pueden estar permanentemente expuestas al agua del sustrato. Frecuentemente se encuentran en humedales donde la napa está cerca de la superficie. Muchas de las especies terrestres son tropicales, aunque están en todos lados.
El 15 % aproximadamente son acuáticas. Suelen directamente flotar sobre la superficie de pantanos, y otras aguas tranquilas, barrosas, y solo protruden arriba del agua al florecer, aunque unas pocas especies se adaptan a arroyos rápidos y aún caídas de agua (2). Se las halla usualmente en aguas ácidas, pero son bien capaces de crecer en alcalinas, y en ambas situaciones ejercen alto grado de competencia con otras especies (3). El U. vulgaris es una acuática, y crece con muchas ramas con tallos individuales de más de 3 m de largo en charcas y diques en Eurasia.
Algunas especies tropicales sudamericanas son epífitas, pueden crecer en musgos húmedos y en cortezas esponjosas de árboles en selvas pluviosas, o aún en las rosetas foliosas de otras epífitas como varias Tillandsia (un tipo de Bromeliaceae, o "planta del aire") (4). Epífitas en rosetas como U. nelumbifolia pone zarcillos y busca cercanas bromelias para colonizar (5).
Está muy adaptada a sobrevivir ante condiciones estacionales de inclemencia, con sus estructuras y hábitos de nutrición. Estas plantas perennes requieren un periodo invernal de reposo para no quedar debilitadas en el periodo vegetativo siguiente; sin embargo, las especies tropicales y templadas cálidas, no requieren dormancia. Las especies flotantes, en zonas templadas frías como RU y Siberia, pueden producir brotes invernales en las extremidades de sus tallos llamados turiones. Al bajar la temperatura, la planta detiene su crecimiento quedando paralizada o muerta por el frío, entonces los turiones se separan y descienden al fondo de la charca, quedando bajo la capa de hielo hasta la primavera, momento en el que retornan a la superficie y vuelven a crecer. Muchas especies australianas solo crecen durante la estación húmeda, reduciendo sus tubérculos a solo 1 cm de largo, para esperar la estación seca. Otras son anuales, reproduciéndose por semilla cada año.

## Mecanismos de atrape

Trampas: ramificaciones largas (aquí simplificadas), guías de antena Daphnia a la puerta trampa de una Utricularia acuática.

El mecanismo de atrape de estas plantas es puramente mecánico; no requiere ninguna reacción de la planta (irritabilidad) por la presencia de la presa, a diferencia de los mecanismos de disparo de Dionaea, Aldrovanda, y muchas Drosera. El único mecanismo activo es el constante bombeo de agua a través de las paredes de las trampas en forma de vejiga llamadas utrículos por transporte activo, que crea una fuerza de succión hacia dentro de modo que la concentración de los materiales disuelto en ellos aumenta. Al curvarse los lados del utrículo hacia el interior, la energía potencial queda almacenada como en un resorte y cuando no queda más agua que bombear, el utrículo está totalmente plegado (técnicamente, es la presión osmótica no la presión física el factor limitante).
Varias protuberancias de largas cerdas rígidas se extienden hacia el exterior desde el fondo de la trampa; aunque a veces se las denomina «pelos sensitivos» o «antenas» no tienen ninguna similitud con los de Dionaea y Aldrovanda. De hecho, estas cerdas son simplemente palancas.
La fuerza de succión que ejerce la vejiga plegada sobre la abertura es detenida por la adherencia del fondo flexible contra el velo. El equilibrio depende literalmente de una de estas cerdas palanca, ya que al más mínimo contacto con una de ellas el utrículo se deforma lo suficiente como para crear una pequeña brecha y romper el sellado. Una vez roto, las paredes se dilatan y la presa es succionada con el agua circundante. Una vez que el utrículo está lleno de agua la puerta se cierra nuevamente; todo el proceso dura solo de 10 a 15 milésimas de segundo. (ver la figura 2).
La presa es disuelta por las secreciones digestivas, proceso que suele durar unas horas, aunque algunos protozoos parecen ser altamente resistentes y se ha comprobado que pueden vivir varios días dentro de la trampa (8). Durante todo el tiempo, las paredes de la trampa siguen bombeando agua, y la vejiga puede estar lista para la captura siguiente en tan solo 15 o 30 minutos.

### Los experimentos de Lloyd
En los 1940s Francis Ernest Lloyd llevó a cabo extensos experimentos con plantas carnívoras, incluida Utricularia, y demostró muchas cuestiones que habían sido objeto de conjeturas previas. Demostró que el mecanismo de trampa era puramente mecánico matando los pelos palanca con yodo y, en consecuencia probando que la respuesta no se veía afectada. También demostró que la trampa podía estar preparada una segunda (o tercera) vez inmediatamente después de haber sido accionada si se ayudaba a excretar el agua apretándola suavemente; es decir, que el lapso de 15 minutos para volver a activarse se debe solamente al tiempo que tarda en excretar el agua y que los pelos no necesitan tiempo para recuperar la irritabilidad (a diferencia de los pelos sensitivos de Dionaea muscipula por ej.) (9).
Probó el papel que ejercía el velo, demostrando que la trampa no podía funcionar si se le hacían pequeños cortes; y también que la excreción de agua se producía bajo todas las condiciones habitualmente encontradas en su entorno natural, pero podía impedirse manipulando la presión osmótica más allá de los límites normales al introducir glicerina (10).

### La ingestión de presas mayores
Bajo condiciones científicas, no se sabe bien si Utricularia puede consumir presas grandes, ingiriéndolas de a poco (11).
Varios autores habían reportado ese fenómeno y explicando que las presas eran capturadas por la cola, comenzando por allí a digerirlas. Lloyd demostró que la planta es bien capaz de ingestión por etapas sin necesitar múltiples estímulos.
Produjo "presas" artificiales para sus experimentos, batiendo albumen (parte blanca del huevo) en agua caliente y seleccionando trozos de longitud y espesor adecuados. Cuando los cogían por un final, la hebra gradualmente era absorbida, a veces a golpes, y otras por un movimiento lento y continuo. Algunas hebras de albumen eran ingeridas tan rápido como veinte minutos.
Las larva de mosquito, cogidas por la cola, eran engullidas poco a poco. Un ejemplo típico dado por Lloyd mostraba que una larva de un tamaño límite superior era ingerida por etapas en el curso de 24 h; pero si lo hacían por la cabeza, siendo rígida, probaba ser demasiado grande para la boca de la trampa, permaneciendo afuera, atascada en la puerta. Cuando eso sucedía, la trampa evidentemente formaba un efectivo sello con la cabeza de la larva, continuando excretando agua y haciéndose más achatada, y nunca muriendo dentro de los días.
Presas más bien blandas del mismo tamaño como pequeños renacuajos pueden ser ingeridas completamente debido a no contar con partes rígidas y su cabeza, aunque capaz de bloquear la puerta por un tiempo, ser definitivamente blanda.
Hilos muy finos de la albúmina pueden ser suficientemente suaves y finos como para permitir que la trampilla se cierre por completo, esto no se realizaría nuevamente a menos que el disparador de los pelos sea realmente estimulado de nuevo. Por otra parte, un cabello humano, más fino, pero todavía relativamente duro e inflexible, podría evitar que se selle; esto impediría a la trampa de la reposición de todos debido a fugas de agua a cada lado.
Lloyd concluye que la acción absorbente producida por la excreción de agua de la trampa era suficiente para capturar grandes presas blandas sin necesidad de un segundo o más toques a los disparadores. Un animal no lo suficiente largo para estar completamente envuelto en primera saltando la trampa, pero fino y lo suficientemente suave para permitir que la puerta regrese plenamente a su posición establecida, de hecho quedaría parcialmente fuera de la trampa, hasta que otro organismo o mecanismo la haya disparado una vez más. Sin embargo, la captura de los cuerpos duros no completamente dibujados en la trampa impide su funcionamiento posterior.

## Especies
Especies de Utricularia.
Utricularia es el género más grande de plantas carnívoras. Es uno de los tres géneros que hacen a la familia Lentibulariaceae. Los otros dos son Pinguicula, Genlisea.
Parecía que el género tenía 250 especies, pero Peter Taylor lo redujo a 214 en su exhaustivo estudio The Genus Utricularia: a taxonomic monograph, publicado por HMSO (1989, en inglés). La clasificación de Taylor es ahora generalmente aceptada.
El subgénero Polypompholyx, contiene dos especies de plantas carnívoras, Polypompholyx tenella y Polypompholyx multifida, previamente distinguidas de otros Utricularia similares por poseer cuatro lóbulos de cáliz y no dos. El genus ha sido ahora subsumido dentro de Utricularia.
Biovularia contiene la especie Biovularia olivacea (o B. brasiliensis o B. minima) y Biovularia cymbantha. El género ha sido subsumido dentro de Utricularia.

## Filogenética
El siguiente cladograma muestra las relaciones entre varios subgéneros y secciones. Se lo llama "superárbol" y resume los resultados de dos estudios (Jobson et al. 2003; Müller et al. 2004), siguiendo a Müller et al. 2006. Como las secciones Aranella y Vesiculina son polifiléticas, se muestran múltiples veces en el cladograma (*). Algunas secciones monotípicas no están incluidas en el estudio porque su lugar en este sistema no está claro.
|  | Sección Avesicaria  |
|  |                     |
|  | *Sección Vesiculina |
|  |                     |

|  | Utricularia olivacea |
|  |                      |
|  | *Sección Vesiculina  |
|  |                      |

|  | Sección Avesicaria  |
|  |                     |
|  | *Sección Vesiculina |
|  |                     |

|  | Utricularia olivacea |
|  |                      |
|  | *Sección Vesiculina  |
|  |                      |

|  | Sección Avesicaria  |
|  |                     |
|  | *Sección Vesiculina |
|  |                     |

|  | Utricularia olivacea |
|  |                      |
|  | *Sección Vesiculina  |
|  |                      |

|  | Sección Avesicaria  |
|  |                     |
|  | *Sección Vesiculina |
|  |                     |

|  | Utricularia olivacea |
|  |                      |
|  | *Sección Vesiculina  |
|  |                      |

|  | Sección Lecticula   |
|  |                     |
|  | Sección Utricularia |
|  |                     |

|  | Sección Avesicaria  |
|  |                     |
|  | *Sección Vesiculina |
|  |                     |

|  | Utricularia olivacea |
|  |                      |
|  | *Sección Vesiculina  |
|  |                      |

|  | Sección Avesicaria  |
|  |                     |
|  | *Sección Vesiculina |
|  |                     |

|  | Utricularia olivacea |
|  |                      |
|  | *Sección Vesiculina  |
|  |                      |

|  | Sección Avesicaria  |
|  |                     |
|  | *Sección Vesiculina |
|  |                     |

|  | Utricularia olivacea |
|  |                      |
|  | *Sección Vesiculina  |
|  |                      |

|  | Sección Avesicaria  |
|  |                     |
|  | *Sección Vesiculina |
|  |                     |

|  | Utricularia olivacea |
|  |                      |
|  | *Sección Vesiculina  |
|  |                      |

|  | Sección Lecticula   |
|  |                     |
|  | Sección Utricularia |
|  |                     |

|  | Sección Orchidioides |
|  |                      |
|  | Sección Foliosa      |
|  |                      |

|  | Sección Avesicaria  |
|  |                     |
|  | *Sección Vesiculina |
|  |                     |

|  | Utricularia olivacea |
|  |                      |
|  | *Sección Vesiculina  |
|  |                      |

|  | Sección Avesicaria  |
|  |                     |
|  | *Sección Vesiculina |
|  |                     |

|  | Utricularia olivacea |
|  |                      |
|  | *Sección Vesiculina  |
|  |                      |

|  | Sección Avesicaria  |
|  |                     |
|  | *Sección Vesiculina |
|  |                     |

|  | Utricularia olivacea |
|  |                      |
|  | *Sección Vesiculina  |
|  |                      |

|  | Sección Avesicaria  |
|  |                     |
|  | *Sección Vesiculina |
|  |                     |

|  | Utricularia olivacea |
|  |                      |
|  | *Sección Vesiculina  |
|  |                      |

|  | Sección Lecticula   |
|  |                     |
|  | Sección Utricularia |
|  |                     |

|  | Sección Avesicaria  |
|  |                     |
|  | *Sección Vesiculina |
|  |                     |

|  | Utricularia olivacea |
|  |                      |
|  | *Sección Vesiculina  |
|  |                      |

|  | Sección Avesicaria  |
|  |                     |
|  | *Sección Vesiculina |
|  |                     |

|  | Utricularia olivacea |
|  |                      |
|  | *Sección Vesiculina  |
|  |                      |

|  | Sección Avesicaria  |
|  |                     |
|  | *Sección Vesiculina |
|  |                     |

|  | Utricularia olivacea |
|  |                      |
|  | *Sección Vesiculina  |
|  |                      |

|  | Sección Avesicaria  |
|  |                     |
|  | *Sección Vesiculina |
|  |                     |

|  | Utricularia olivacea |
|  |                      |
|  | *Sección Vesiculina  |
|  |                      |

|  | Sección Lecticula   |
|  |                     |
|  | Sección Utricularia |
|  |                     |

|  | Sección Orchidioides |
|  |                      |
|  | Sección Foliosa      |
|  |                      |

|  | \| \| Sección Oligocista \| \| \| \| \| \| Sección Avesicarioides \| \| \| \| |
|  |                                                                               |
|  | Sección Benjaminia                                                            |
|  |                                                                               |
|  | Sección Oligocista                                                            |
|  |                                                                               |
|  | Sección Avesicarioides                                                        |
|  |                                                                               |

|  | Sección Oligocista     |
|  |                        |
|  | Sección Avesicarioides |
|  |                        |

|  | Sección Stomoisia |
|  |                   |
|  | Sección Enskide   |
|  |                   |

|  | \| \| Sección Oligocista \| \| \| \| \| \| Sección Avesicarioides \| \| \| \| |
|  |                                                                               |
|  | Sección Benjaminia                                                            |
|  |                                                                               |
|  | Sección Oligocista                                                            |
|  |                                                                               |
|  | Sección Avesicarioides                                                        |
|  |                                                                               |

|  | Sección Oligocista     |
|  |                        |
|  | Sección Avesicarioides |
|  |                        |

|  | Sección Stomoisia |
|  |                   |
|  | Sección Enskide   |
|  |                   |

|  | \| \| Sección Oligocista \| \| \| \| \| \| Sección Avesicarioides \| \| \| \| |
|  |                                                                               |
|  | Sección Benjaminia                                                            |
|  |                                                                               |
|  | Sección Oligocista                                                            |
|  |                                                                               |
|  | Sección Avesicarioides                                                        |
|  |                                                                               |

|  | Sección Oligocista     |
|  |                        |
|  | Sección Avesicarioides |
|  |                        |

|  | Sección Stomoisia |
|  |                   |
|  | Sección Enskide   |
|  |                   |

|  | \| \| Sección Oligocista \| \| \| \| \| \| Sección Avesicarioides \| \| \| \| |
|  |                                                                               |
|  | Sección Benjaminia                                                            |
|  |                                                                               |
|  | Sección Oligocista                                                            |
|  |                                                                               |
|  | Sección Avesicarioides                                                        |
|  |                                                                               |

|  | Sección Oligocista     |
|  |                        |
|  | Sección Avesicarioides |
|  |                        |

|  | Sección Stomoisia |
|  |                   |
|  | Sección Enskide   |
|  |                   |

|  | Sección Calpidisca |
|  |                    |
|  | Sección Lloydia    |
|  |                    |
|  | Sección Australes  |
|  |                    |

|  | \| \| Sección Oligocista \| \| \| \| \| \| Sección Avesicarioides \| \| \| \| |
|  |                                                                               |
|  | Sección Benjaminia                                                            |
|  |                                                                               |
|  | Sección Oligocista                                                            |
|  |                                                                               |
|  | Sección Avesicarioides                                                        |
|  |                                                                               |

|  | Sección Oligocista     |
|  |                        |
|  | Sección Avesicarioides |
|  |                        |

|  | Sección Stomoisia |
|  |                   |
|  | Sección Enskide   |
|  |                   |

|  | \| \| Sección Oligocista \| \| \| \| \| \| Sección Avesicarioides \| \| \| \| |
|  |                                                                               |
|  | Sección Benjaminia                                                            |
|  |                                                                               |
|  | Sección Oligocista                                                            |
|  |                                                                               |
|  | Sección Avesicarioides                                                        |
|  |                                                                               |

|  | Sección Oligocista     |
|  |                        |
|  | Sección Avesicarioides |
|  |                        |

|  | Sección Stomoisia |
|  |                   |
|  | Sección Enskide   |
|  |                   |

|  | \| \| Sección Oligocista \| \| \| \| \| \| Sección Avesicarioides \| \| \| \| |
|  |                                                                               |
|  | Sección Benjaminia                                                            |
|  |                                                                               |
|  | Sección Oligocista                                                            |
|  |                                                                               |
|  | Sección Avesicarioides                                                        |
|  |                                                                               |

|  | Sección Oligocista     |
|  |                        |
|  | Sección Avesicarioides |
|  |                        |

|  | Sección Stomoisia |
|  |                   |
|  | Sección Enskide   |
|  |                   |

|  | \| \| Sección Oligocista \| \| \| \| \| \| Sección Avesicarioides \| \| \| \| |
|  |                                                                               |
|  | Sección Benjaminia                                                            |
|  |                                                                               |
|  | Sección Oligocista                                                            |
|  |                                                                               |
|  | Sección Avesicarioides                                                        |
|  |                                                                               |

|  | Sección Oligocista     |
|  |                        |
|  | Sección Avesicarioides |
|  |                        |

|  | Sección Stomoisia |
|  |                   |
|  | Sección Enskide   |
|  |                   |

|  | Sección Calpidisca |
|  |                    |
|  | Sección Lloydia    |
|  |                    |
|  | Sección Australes  |
|  |                    |

|  | Sección Nigrescentes |
|  |                      |
|  | Sección Phyllaria    |
|  |                      |

|  | \| \| Sección Oligocista \| \| \| \| \| \| Sección Avesicarioides \| \| \| \| |
|  |                                                                               |
|  | Sección Benjaminia                                                            |
|  |                                                                               |
|  | Sección Oligocista                                                            |
|  |                                                                               |
|  | Sección Avesicarioides                                                        |
|  |                                                                               |

|  | Sección Oligocista     |
|  |                        |
|  | Sección Avesicarioides |
|  |                        |

|  | Sección Stomoisia |
|  |                   |
|  | Sección Enskide   |
|  |                   |

|  | \| \| Sección Oligocista \| \| \| \| \| \| Sección Avesicarioides \| \| \| \| |
|  |                                                                               |
|  | Sección Benjaminia                                                            |
|  |                                                                               |
|  | Sección Oligocista                                                            |
|  |                                                                               |
|  | Sección Avesicarioides                                                        |
|  |                                                                               |

|  | Sección Oligocista     |
|  |                        |
|  | Sección Avesicarioides |
|  |                        |

|  | Sección Stomoisia |
|  |                   |
|  | Sección Enskide   |
|  |                   |

|  | \| \| Sección Oligocista \| \| \| \| \| \| Sección Avesicarioides \| \| \| \| |
|  |                                                                               |
|  | Sección Benjaminia                                                            |
|  |                                                                               |
|  | Sección Oligocista                                                            |
|  |                                                                               |
|  | Sección Avesicarioides                                                        |
|  |                                                                               |

|  | Sección Oligocista     |
|  |                        |
|  | Sección Avesicarioides |
|  |                        |

|  | Sección Stomoisia |
|  |                   |
|  | Sección Enskide   |
|  |                   |

|  | \| \| Sección Oligocista \| \| \| \| \| \| Sección Avesicarioides \| \| \| \| |
|  |                                                                               |
|  | Sección Benjaminia                                                            |
|  |                                                                               |
|  | Sección Oligocista                                                            |
|  |                                                                               |
|  | Sección Avesicarioides                                                        |
|  |                                                                               |

|  | Sección Oligocista     |
|  |                        |
|  | Sección Avesicarioides |
|  |                        |

|  | Sección Stomoisia |
|  |                   |
|  | Sección Enskide   |
|  |                   |

|  | Sección Calpidisca |
|  |                    |
|  | Sección Lloydia    |
|  |                    |
|  | Sección Australes  |
|  |                    |

|  | \| \| Sección Oligocista \| \| \| \| \| \| Sección Avesicarioides \| \| \| \| |
|  |                                                                               |
|  | Sección Benjaminia                                                            |
|  |                                                                               |
|  | Sección Oligocista                                                            |
|  |                                                                               |
|  | Sección Avesicarioides                                                        |
|  |                                                                               |

|  | Sección Oligocista     |
|  |                        |
|  | Sección Avesicarioides |
|  |                        |

|  | Sección Stomoisia |
|  |                   |
|  | Sección Enskide   |
|  |                   |

|  | \| \| Sección Oligocista \| \| \| \| \| \| Sección Avesicarioides \| \| \| \| |
|  |                                                                               |
|  | Sección Benjaminia                                                            |
|  |                                                                               |
|  | Sección Oligocista                                                            |
|  |                                                                               |
|  | Sección Avesicarioides                                                        |
|  |                                                                               |

|  | Sección Oligocista     |
|  |                        |
|  | Sección Avesicarioides |
|  |                        |

|  | Sección Stomoisia |
|  |                   |
|  | Sección Enskide   |
|  |                   |

|  | \| \| Sección Oligocista \| \| \| \| \| \| Sección Avesicarioides \| \| \| \| |
|  |                                                                               |
|  | Sección Benjaminia                                                            |
|  |                                                                               |
|  | Sección Oligocista                                                            |
|  |                                                                               |
|  | Sección Avesicarioides                                                        |
|  |                                                                               |

|  | Sección Oligocista     |
|  |                        |
|  | Sección Avesicarioides |
|  |                        |

|  | Sección Stomoisia |
|  |                   |
|  | Sección Enskide   |
|  |                   |

|  | \| \| Sección Oligocista \| \| \| \| \| \| Sección Avesicarioides \| \| \| \| |
|  |                                                                               |
|  | Sección Benjaminia                                                            |
|  |                                                                               |
|  | Sección Oligocista                                                            |
|  |                                                                               |
|  | Sección Avesicarioides                                                        |
|  |                                                                               |

|  | Sección Oligocista     |
|  |                        |
|  | Sección Avesicarioides |
|  |                        |

|  | Sección Stomoisia |
|  |                   |
|  | Sección Enskide   |
|  |                   |

|  | Sección Calpidisca |
|  |                    |
|  | Sección Lloydia    |
|  |                    |
|  | Sección Australes  |
|  |                    |

|  | Sección Nigrescentes |
|  |                      |
|  | Sección Phyllaria    |
|  |                      |

|  | \| \| Sección Oligocista \| \| \| \| \| \| Sección Avesicarioides \| \| \| \| |
|  |                                                                               |
|  | Sección Benjaminia                                                            |
|  |                                                                               |
|  | Sección Oligocista                                                            |
|  |                                                                               |
|  | Sección Avesicarioides                                                        |
|  |                                                                               |

|  | Sección Oligocista     |
|  |                        |
|  | Sección Avesicarioides |
|  |                        |

|  | Sección Stomoisia |
|  |                   |
|  | Sección Enskide   |
|  |                   |

|  | \| \| Sección Oligocista \| \| \| \| \| \| Sección Avesicarioides \| \| \| \| |
|  |                                                                               |
|  | Sección Benjaminia                                                            |
|  |                                                                               |
|  | Sección Oligocista                                                            |
|  |                                                                               |
|  | Sección Avesicarioides                                                        |
|  |                                                                               |

|  | Sección Oligocista     |
|  |                        |
|  | Sección Avesicarioides |
|  |                        |

|  | Sección Stomoisia |
|  |                   |
|  | Sección Enskide   |
|  |                   |

|  | \| \| Sección Oligocista \| \| \| \| \| \| Sección Avesicarioides \| \| \| \| |
|  |                                                                               |
|  | Sección Benjaminia                                                            |
|  |                                                                               |
|  | Sección Oligocista                                                            |
|  |                                                                               |
|  | Sección Avesicarioides                                                        |
|  |                                                                               |

|  | Sección Oligocista     |
|  |                        |
|  | Sección Avesicarioides |
|  |                        |

|  | Sección Stomoisia |
|  |                   |
|  | Sección Enskide   |
|  |                   |

|  | \| \| Sección Oligocista \| \| \| \| \| \| Sección Avesicarioides \| \| \| \| |
|  |                                                                               |
|  | Sección Benjaminia                                                            |
|  |                                                                               |
|  | Sección Oligocista                                                            |
|  |                                                                               |
|  | Sección Avesicarioides                                                        |
|  |                                                                               |

|  | Sección Oligocista     |
|  |                        |
|  | Sección Avesicarioides |
|  |                        |

|  | Sección Stomoisia |
|  |                   |
|  | Sección Enskide   |
|  |                   |

|  | Sección Calpidisca |
|  |                    |
|  | Sección Lloydia    |
|  |                    |
|  | Sección Australes  |
|  |                    |

|  | \| \| Sección Oligocista \| \| \| \| \| \| Sección Avesicarioides \| \| \| \| |
|  |                                                                               |
|  | Sección Benjaminia                                                            |
|  |                                                                               |
|  | Sección Oligocista                                                            |
|  |                                                                               |
|  | Sección Avesicarioides                                                        |
|  |                                                                               |

|  | Sección Oligocista     |
|  |                        |
|  | Sección Avesicarioides |
|  |                        |

|  | Sección Stomoisia |
|  |                   |
|  | Sección Enskide   |
|  |                   |

|  | \| \| Sección Oligocista \| \| \| \| \| \| Sección Avesicarioides \| \| \| \| |
|  |                                                                               |
|  | Sección Benjaminia                                                            |
|  |                                                                               |
|  | Sección Oligocista                                                            |
|  |                                                                               |
|  | Sección Avesicarioides                                                        |
|  |                                                                               |

|  | Sección Oligocista     |
|  |                        |
|  | Sección Avesicarioides |
|  |                        |

|  | Sección Stomoisia |
|  |                   |
|  | Sección Enskide   |
|  |                   |

|  | \| \| Sección Oligocista \| \| \| \| \| \| Sección Avesicarioides \| \| \| \| |
|  |                                                                               |
|  | Sección Benjaminia                                                            |
|  |                                                                               |
|  | Sección Oligocista                                                            |
|  |                                                                               |
|  | Sección Avesicarioides                                                        |
|  |                                                                               |

|  | Sección Oligocista     |
|  |                        |
|  | Sección Avesicarioides |
|  |                        |

|  | Sección Stomoisia |
|  |                   |
|  | Sección Enskide   |
|  |                   |

|  | \| \| Sección Oligocista \| \| \| \| \| \| Sección Avesicarioides \| \| \| \| |
|  |                                                                               |
|  | Sección Benjaminia                                                            |
|  |                                                                               |
|  | Sección Oligocista                                                            |
|  |                                                                               |
|  | Sección Avesicarioides                                                        |
|  |                                                                               |

|  | Sección Oligocista     |
|  |                        |
|  | Sección Avesicarioides |
|  |                        |

|  | Sección Stomoisia |
|  |                   |
|  | Sección Enskide   |
|  |                   |

|  | Sección Calpidisca |
|  |                    |
|  | Sección Lloydia    |
|  |                    |
|  | Sección Australes  |
|  |                    |

|  | Sección Nigrescentes |
|  |                      |
|  | Sección Phyllaria    |
|  |                      |

|  | \| \| Sección Oligocista \| \| \| \| \| \| Sección Avesicarioides \| \| \| \| |
|  |                                                                               |
|  | Sección Benjaminia                                                            |
|  |                                                                               |
|  | Sección Oligocista                                                            |
|  |                                                                               |
|  | Sección Avesicarioides                                                        |
|  |                                                                               |

|  | Sección Oligocista     |
|  |                        |
|  | Sección Avesicarioides |
|  |                        |

|  | Sección Stomoisia |
|  |                   |
|  | Sección Enskide   |
|  |                   |

|  | \| \| Sección Oligocista \| \| \| \| \| \| Sección Avesicarioides \| \| \| \| |
|  |                                                                               |
|  | Sección Benjaminia                                                            |
|  |                                                                               |
|  | Sección Oligocista                                                            |
|  |                                                                               |
|  | Sección Avesicarioides                                                        |
|  |                                                                               |

|  | Sección Oligocista     |
|  |                        |
|  | Sección Avesicarioides |
|  |                        |

|  | Sección Stomoisia |
|  |                   |
|  | Sección Enskide   |
|  |                   |

|  | \| \| Sección Oligocista \| \| \| \| \| \| Sección Avesicarioides \| \| \| \| |
|  |                                                                               |
|  | Sección Benjaminia                                                            |
|  |                                                                               |
|  | Sección Oligocista                                                            |
|  |                                                                               |
|  | Sección Avesicarioides                                                        |
|  |                                                                               |

|  | Sección Oligocista     |
|  |                        |
|  | Sección Avesicarioides |
|  |                        |

|  | Sección Stomoisia |
|  |                   |
|  | Sección Enskide   |
|  |                   |

|  | \| \| Sección Oligocista \| \| \| \| \| \| Sección Avesicarioides \| \| \| \| |
|  |                                                                               |
|  | Sección Benjaminia                                                            |
|  |                                                                               |
|  | Sección Oligocista                                                            |
|  |                                                                               |
|  | Sección Avesicarioides                                                        |
|  |                                                                               |

|  | Sección Oligocista     |
|  |                        |
|  | Sección Avesicarioides |
|  |                        |

|  | Sección Stomoisia |
|  |                   |
|  | Sección Enskide   |
|  |                   |

|  | Sección Calpidisca |
|  |                    |
|  | Sección Lloydia    |
|  |                    |
|  | Sección Australes  |
|  |                    |

|  | \| \| Sección Oligocista \| \| \| \| \| \| Sección Avesicarioides \| \| \| \| |
|  |                                                                               |
|  | Sección Benjaminia                                                            |
|  |                                                                               |
|  | Sección Oligocista                                                            |
|  |                                                                               |
|  | Sección Avesicarioides                                                        |
|  |                                                                               |

|  | Sección Oligocista     |
|  |                        |
|  | Sección Avesicarioides |
|  |                        |

|  | Sección Stomoisia |
|  |                   |
|  | Sección Enskide   |
|  |                   |

|  | \| \| Sección Oligocista \| \| \| \| \| \| Sección Avesicarioides \| \| \| \| |
|  |                                                                               |
|  | Sección Benjaminia                                                            |
|  |                                                                               |
|  | Sección Oligocista                                                            |
|  |                                                                               |
|  | Sección Avesicarioides                                                        |
|  |                                                                               |

|  | Sección Oligocista     |
|  |                        |
|  | Sección Avesicarioides |
|  |                        |

|  | Sección Stomoisia |
|  |                   |
|  | Sección Enskide   |
|  |                   |

|  | \| \| Sección Oligocista \| \| \| \| \| \| Sección Avesicarioides \| \| \| \| |
|  |                                                                               |
|  | Sección Benjaminia                                                            |
|  |                                                                               |
|  | Sección Oligocista                                                            |
|  |                                                                               |
|  | Sección Avesicarioides                                                        |
|  |                                                                               |

|  | Sección Oligocista     |
|  |                        |
|  | Sección Avesicarioides |
|  |                        |

|  | Sección Stomoisia |
|  |                   |
|  | Sección Enskide   |
|  |                   |

|  | \| \| Sección Oligocista \| \| \| \| \| \| Sección Avesicarioides \| \| \| \| |
|  |                                                                               |
|  | Sección Benjaminia                                                            |
|  |                                                                               |
|  | Sección Oligocista                                                            |
|  |                                                                               |
|  | Sección Avesicarioides                                                        |
|  |                                                                               |

|  | Sección Oligocista     |
|  |                        |
|  | Sección Avesicarioides |
|  |                        |

|  | Sección Stomoisia |
|  |                   |
|  | Sección Enskide   |
|  |                   |

|  | Sección Calpidisca |
|  |                    |
|  | Sección Lloydia    |
|  |                    |
|  | Sección Australes  |
|  |                    |

|  | Sección Nigrescentes |
|  |                      |
|  | Sección Phyllaria    |
|  |                      |

|  | Sección Avesicaria  |
|  |                     |
|  | *Sección Vesiculina |
|  |                     |

|  | Utricularia olivacea |
|  |                      |
|  | *Sección Vesiculina  |
|  |                      |

|  | Sección Avesicaria  |
|  |                     |
|  | *Sección Vesiculina |
|  |                     |

|  | Utricularia olivacea |
|  |                      |
|  | *Sección Vesiculina  |
|  |                      |

|  | Sección Avesicaria  |
|  |                     |
|  | *Sección Vesiculina |
|  |                     |

|  | Utricularia olivacea |
|  |                      |
|  | *Sección Vesiculina  |
|  |                      |

|  | Sección Avesicaria  |
|  |                     |
|  | *Sección Vesiculina |
|  |                     |

|  | Utricularia olivacea |
|  |                      |
|  | *Sección Vesiculina  |
|  |                      |

|  | Sección Lecticula   |
|  |                     |
|  | Sección Utricularia |
|  |                     |

|  | Sección Avesicaria  |
|  |                     |
|  | *Sección Vesiculina |
|  |                     |

|  | Utricularia olivacea |
|  |                      |
|  | *Sección Vesiculina  |
|  |                      |

|  | Sección Avesicaria  |
|  |                     |
|  | *Sección Vesiculina |
|  |                     |

|  | Utricularia olivacea |
|  |                      |
|  | *Sección Vesiculina  |
|  |                      |

|  | Sección Avesicaria  |
|  |                     |
|  | *Sección Vesiculina |
|  |                     |

|  | Utricularia olivacea |
|  |                      |
|  | *Sección Vesiculina  |
|  |                      |

|  | Sección Avesicaria  |
|  |                     |
|  | *Sección Vesiculina |
|  |                     |

|  | Utricularia olivacea |
|  |                      |
|  | *Sección Vesiculina  |
|  |                      |

|  | Sección Lecticula   |
|  |                     |
|  | Sección Utricularia |
|  |                     |

|  | Sección Orchidioides |
|  |                      |
|  | Sección Foliosa      |
|  |                      |

|  | Sección Avesicaria  |
|  |                     |
|  | *Sección Vesiculina |
|  |                     |

|  | Utricularia olivacea |
|  |                      |
|  | *Sección Vesiculina  |
|  |                      |

|  | Sección Avesicaria  |
|  |                     |
|  | *Sección Vesiculina |
|  |                     |

|  | Utricularia olivacea |
|  |                      |
|  | *Sección Vesiculina  |
|  |                      |

|  | Sección Avesicaria  |
|  |                     |
|  | *Sección Vesiculina |
|  |                     |

|  | Utricularia olivacea |
|  |                      |
|  | *Sección Vesiculina  |
|  |                      |

|  | Sección Avesicaria  |
|  |                     |
|  | *Sección Vesiculina |
|  |                     |

|  | Utricularia olivacea |
|  |                      |
|  | *Sección Vesiculina  |
|  |                      |

|  | Sección Lecticula   |
|  |                     |
|  | Sección Utricularia |
|  |                     |

|  | Sección Avesicaria  |
|  |                     |
|  | *Sección Vesiculina |
|  |                     |

|  | Utricularia olivacea |
|  |                      |
|  | *Sección Vesiculina  |
|  |                      |

|  | Sección Avesicaria  |
|  |                     |
|  | *Sección Vesiculina |
|  |                     |

|  | Utricularia olivacea |
|  |                      |
|  | *Sección Vesiculina  |
|  |                      |

|  | Sección Avesicaria  |
|  |                     |
|  | *Sección Vesiculina |
|  |                     |

|  | Utricularia olivacea |
|  |                      |
|  | *Sección Vesiculina  |
|  |                      |

|  | Sección Avesicaria  |
|  |                     |
|  | *Sección Vesiculina |
|  |                     |

|  | Utricularia olivacea |
|  |                      |
|  | *Sección Vesiculina  |
|  |                      |

|  | Sección Lecticula   |
|  |                     |
|  | Sección Utricularia |
|  |                     |

|  | Sección Orchidioides |
|  |                      |
|  | Sección Foliosa      |
|  |                      |

|  | \| \| Sección Oligocista \| \| \| \| \| \| Sección Avesicarioides \| \| \| \| |
|  |                                                                               |
|  | Sección Benjaminia                                                            |
|  |                                                                               |
|  | Sección Oligocista                                                            |
|  |                                                                               |
|  | Sección Avesicarioides                                                        |
|  |                                                                               |

|  | Sección Oligocista     |
|  |                        |
|  | Sección Avesicarioides |
|  |                        |

|  | Sección Stomoisia |
|  |                   |
|  | Sección Enskide   |
|  |                   |

|  | \| \| Sección Oligocista \| \| \| \| \| \| Sección Avesicarioides \| \| \| \| |
|  |                                                                               |
|  | Sección Benjaminia                                                            |
|  |                                                                               |
|  | Sección Oligocista                                                            |
|  |                                                                               |
|  | Sección Avesicarioides                                                        |
|  |                                                                               |

|  | Sección Oligocista     |
|  |                        |
|  | Sección Avesicarioides |
|  |                        |

|  | Sección Stomoisia |
|  |                   |
|  | Sección Enskide   |
|  |                   |

|  | \| \| Sección Oligocista \| \| \| \| \| \| Sección Avesicarioides \| \| \| \| |
|  |                                                                               |
|  | Sección Benjaminia                                                            |
|  |                                                                               |
|  | Sección Oligocista                                                            |
|  |                                                                               |
|  | Sección Avesicarioides                                                        |
|  |                                                                               |

|  | Sección Oligocista     |
|  |                        |
|  | Sección Avesicarioides |
|  |                        |

|  | Sección Stomoisia |
|  |                   |
|  | Sección Enskide   |
|  |                   |

|  | \| \| Sección Oligocista \| \| \| \| \| \| Sección Avesicarioides \| \| \| \| |
|  |                                                                               |
|  | Sección Benjaminia                                                            |
|  |                                                                               |
|  | Sección Oligocista                                                            |
|  |                                                                               |
|  | Sección Avesicarioides                                                        |
|  |                                                                               |

|  | Sección Oligocista     |
|  |                        |
|  | Sección Avesicarioides |
|  |                        |

|  | Sección Stomoisia |
|  |                   |
|  | Sección Enskide   |
|  |                   |

|  | Sección Calpidisca |
|  |                    |
|  | Sección Lloydia    |
|  |                    |
|  | Sección Australes  |
|  |                    |

|  | \| \| Sección Oligocista \| \| \| \| \| \| Sección Avesicarioides \| \| \| \| |
|  |                                                                               |
|  | Sección Benjaminia                                                            |
|  |                                                                               |
|  | Sección Oligocista                                                            |
|  |                                                                               |
|  | Sección Avesicarioides                                                        |
|  |                                                                               |

|  | Sección Oligocista     |
|  |                        |
|  | Sección Avesicarioides |
|  |                        |

|  | Sección Stomoisia |
|  |                   |
|  | Sección Enskide   |
|  |                   |

|  | \| \| Sección Oligocista \| \| \| \| \| \| Sección Avesicarioides \| \| \| \| |
|  |                                                                               |
|  | Sección Benjaminia                                                            |
|  |                                                                               |
|  | Sección Oligocista                                                            |
|  |                                                                               |
|  | Sección Avesicarioides                                                        |
|  |                                                                               |

|  | Sección Oligocista     |
|  |                        |
|  | Sección Avesicarioides |
|  |                        |

|  | Sección Stomoisia |
|  |                   |
|  | Sección Enskide   |
|  |                   |

|  | \| \| Sección Oligocista \| \| \| \| \| \| Sección Avesicarioides \| \| \| \| |
|  |                                                                               |
|  | Sección Benjaminia                                                            |
|  |                                                                               |
|  | Sección Oligocista                                                            |
|  |                                                                               |
|  | Sección Avesicarioides                                                        |
|  |                                                                               |

|  | Sección Oligocista     |
|  |                        |
|  | Sección Avesicarioides |
|  |                        |

|  | Sección Stomoisia |
|  |                   |
|  | Sección Enskide   |
|  |                   |

|  | \| \| Sección Oligocista \| \| \| \| \| \| Sección Avesicarioides \| \| \| \| |
|  |                                                                               |
|  | Sección Benjaminia                                                            |
|  |                                                                               |
|  | Sección Oligocista                                                            |
|  |                                                                               |
|  | Sección Avesicarioides                                                        |
|  |                                                                               |

|  | Sección Oligocista     |
|  |                        |
|  | Sección Avesicarioides |
|  |                        |

|  | Sección Stomoisia |
|  |                   |
|  | Sección Enskide   |
|  |                   |

|  | Sección Calpidisca |
|  |                    |
|  | Sección Lloydia    |
|  |                    |
|  | Sección Australes  |
|  |                    |

|  | Sección Nigrescentes |
|  |                      |
|  | Sección Phyllaria    |
|  |                      |

|  | \| \| Sección Oligocista \| \| \| \| \| \| Sección Avesicarioides \| \| \| \| |
|  |                                                                               |
|  | Sección Benjaminia                                                            |
|  |                                                                               |
|  | Sección Oligocista                                                            |
|  |                                                                               |
|  | Sección Avesicarioides                                                        |
|  |                                                                               |

|  | Sección Oligocista     |
|  |                        |
|  | Sección Avesicarioides |
|  |                        |

|  | Sección Stomoisia |
|  |                   |
|  | Sección Enskide   |
|  |                   |

|  | \| \| Sección Oligocista \| \| \| \| \| \| Sección Avesicarioides \| \| \| \| |
|  |                                                                               |
|  | Sección Benjaminia                                                            |
|  |                                                                               |
|  | Sección Oligocista                                                            |
|  |                                                                               |
|  | Sección Avesicarioides                                                        |
|  |                                                                               |

|  | Sección Oligocista     |
|  |                        |
|  | Sección Avesicarioides |
|  |                        |

|  | Sección Stomoisia |
|  |                   |
|  | Sección Enskide   |
|  |                   |

|  | \| \| Sección Oligocista \| \| \| \| \| \| Sección Avesicarioides \| \| \| \| |
|  |                                                                               |
|  | Sección Benjaminia                                                            |
|  |                                                                               |
|  | Sección Oligocista                                                            |
|  |                                                                               |
|  | Sección Avesicarioides                                                        |
|  |                                                                               |

|  | Sección Oligocista     |
|  |                        |
|  | Sección Avesicarioides |
|  |                        |

|  | Sección Stomoisia |
|  |                   |
|  | Sección Enskide   |
|  |                   |

|  | \| \| Sección Oligocista \| \| \| \| \| \| Sección Avesicarioides \| \| \| \| |
|  |                                                                               |
|  | Sección Benjaminia                                                            |
|  |                                                                               |
|  | Sección Oligocista                                                            |
|  |                                                                               |
|  | Sección Avesicarioides                                                        |
|  |                                                                               |

|  | Sección Oligocista     |
|  |                        |
|  | Sección Avesicarioides |
|  |                        |

|  | Sección Stomoisia |
|  |                   |
|  | Sección Enskide   |
|  |                   |

|  | Sección Calpidisca |
|  |                    |
|  | Sección Lloydia    |
|  |                    |
|  | Sección Australes  |
|  |                    |

|  | \| \| Sección Oligocista \| \| \| \| \| \| Sección Avesicarioides \| \| \| \| |
|  |                                                                               |
|  | Sección Benjaminia                                                            |
|  |                                                                               |
|  | Sección Oligocista                                                            |
|  |                                                                               |
|  | Sección Avesicarioides                                                        |
|  |                                                                               |

|  | Sección Oligocista     |
|  |                        |
|  | Sección Avesicarioides |
|  |                        |

|  | Sección Stomoisia |
|  |                   |
|  | Sección Enskide   |
|  |                   |

|  | \| \| Sección Oligocista \| \| \| \| \| \| Sección Avesicarioides \| \| \| \| |
|  |                                                                               |
|  | Sección Benjaminia                                                            |
|  |                                                                               |
|  | Sección Oligocista                                                            |
|  |                                                                               |
|  | Sección Avesicarioides                                                        |
|  |                                                                               |

|  | Sección Oligocista     |
|  |                        |
|  | Sección Avesicarioides |
|  |                        |

|  | Sección Stomoisia |
|  |                   |
|  | Sección Enskide   |
|  |                   |

|  | \| \| Sección Oligocista \| \| \| \| \| \| Sección Avesicarioides \| \| \| \| |
|  |                                                                               |
|  | Sección Benjaminia                                                            |
|  |                                                                               |
|  | Sección Oligocista                                                            |
|  |                                                                               |
|  | Sección Avesicarioides                                                        |
|  |                                                                               |

|  | Sección Oligocista     |
|  |                        |
|  | Sección Avesicarioides |
|  |                        |

|  | Sección Stomoisia |
|  |                   |
|  | Sección Enskide   |
|  |                   |

|  | \| \| Sección Oligocista \| \| \| \| \| \| Sección Avesicarioides \| \| \| \| |
|  |                                                                               |
|  | Sección Benjaminia                                                            |
|  |                                                                               |
|  | Sección Oligocista                                                            |
|  |                                                                               |
|  | Sección Avesicarioides                                                        |
|  |                                                                               |

|  | Sección Oligocista     |
|  |                        |
|  | Sección Avesicarioides |
|  |                        |

|  | Sección Stomoisia |
|  |                   |
|  | Sección Enskide   |
|  |                   |

|  | Sección Calpidisca |
|  |                    |
|  | Sección Lloydia    |
|  |                    |
|  | Sección Australes  |
|  |                    |

|  | Sección Nigrescentes |
|  |                      |
|  | Sección Phyllaria    |
|  |                      |

|  | \| \| Sección Oligocista \| \| \| \| \| \| Sección Avesicarioides \| \| \| \| |
|  |                                                                               |
|  | Sección Benjaminia                                                            |
|  |                                                                               |
|  | Sección Oligocista                                                            |
|  |                                                                               |
|  | Sección Avesicarioides                                                        |
|  |                                                                               |

|  | Sección Oligocista     |
|  |                        |
|  | Sección Avesicarioides |
|  |                        |

|  | Sección Stomoisia |
|  |                   |
|  | Sección Enskide   |
|  |                   |

|  | \| \| Sección Oligocista \| \| \| \| \| \| Sección Avesicarioides \| \| \| \| |
|  |                                                                               |
|  | Sección Benjaminia                                                            |
|  |                                                                               |
|  | Sección Oligocista                                                            |
|  |                                                                               |
|  | Sección Avesicarioides                                                        |
|  |                                                                               |

|  | Sección Oligocista     |
|  |                        |
|  | Sección Avesicarioides |
|  |                        |

|  | Sección Stomoisia |
|  |                   |
|  | Sección Enskide   |
|  |                   |

|  | \| \| Sección Oligocista \| \| \| \| \| \| Sección Avesicarioides \| \| \| \| |
|  |                                                                               |
|  | Sección Benjaminia                                                            |
|  |                                                                               |
|  | Sección Oligocista                                                            |
|  |                                                                               |
|  | Sección Avesicarioides                                                        |
|  |                                                                               |

|  | Sección Oligocista     |
|  |                        |
|  | Sección Avesicarioides |
|  |                        |

|  | Sección Stomoisia |
|  |                   |
|  | Sección Enskide   |
|  |                   |

|  | \| \| Sección Oligocista \| \| \| \| \| \| Sección Avesicarioides \| \| \| \| |
|  |                                                                               |
|  | Sección Benjaminia                                                            |
|  |                                                                               |
|  | Sección Oligocista                                                            |
|  |                                                                               |
|  | Sección Avesicarioides                                                        |
|  |                                                                               |

|  | Sección Oligocista     |
|  |                        |
|  | Sección Avesicarioides |
|  |                        |

|  | Sección Stomoisia |
|  |                   |
|  | Sección Enskide   |
|  |                   |

|  | Sección Calpidisca |
|  |                    |
|  | Sección Lloydia    |
|  |                    |
|  | Sección Australes  |
|  |                    |

|  | \| \| Sección Oligocista \| \| \| \| \| \| Sección Avesicarioides \| \| \| \| |
|  |                                                                               |
|  | Sección Benjaminia                                                            |
|  |                                                                               |
|  | Sección Oligocista                                                            |
|  |                                                                               |
|  | Sección Avesicarioides                                                        |
|  |                                                                               |

|  | Sección Oligocista     |
|  |                        |
|  | Sección Avesicarioides |
|  |                        |

|  | Sección Stomoisia |
|  |                   |
|  | Sección Enskide   |
|  |                   |

|  | \| \| Sección Oligocista \| \| \| \| \| \| Sección Avesicarioides \| \| \| \| |
|  |                                                                               |
|  | Sección Benjaminia                                                            |
|  |                                                                               |
|  | Sección Oligocista                                                            |
|  |                                                                               |
|  | Sección Avesicarioides                                                        |
|  |                                                                               |

|  | Sección Oligocista     |
|  |                        |
|  | Sección Avesicarioides |
|  |                        |

|  | Sección Stomoisia |
|  |                   |
|  | Sección Enskide   |
|  |                   |

|  | \| \| Sección Oligocista \| \| \| \| \| \| Sección Avesicarioides \| \| \| \| |
|  |                                                                               |
|  | Sección Benjaminia                                                            |
|  |                                                                               |
|  | Sección Oligocista                                                            |
|  |                                                                               |
|  | Sección Avesicarioides                                                        |
|  |                                                                               |

|  | Sección Oligocista     |
|  |                        |
|  | Sección Avesicarioides |
|  |                        |

|  | Sección Stomoisia |
|  |                   |
|  | Sección Enskide   |
|  |                   |

|  | \| \| Sección Oligocista \| \| \| \| \| \| Sección Avesicarioides \| \| \| \| |
|  |                                                                               |
|  | Sección Benjaminia                                                            |
|  |                                                                               |
|  | Sección Oligocista                                                            |
|  |                                                                               |
|  | Sección Avesicarioides                                                        |
|  |                                                                               |

|  | Sección Oligocista     |
|  |                        |
|  | Sección Avesicarioides |
|  |                        |

|  | Sección Stomoisia |
|  |                   |
|  | Sección Enskide   |
|  |                   |

|  | Sección Calpidisca |
|  |                    |
|  | Sección Lloydia    |
|  |                    |
|  | Sección Australes  |
|  |                    |

|  | Sección Nigrescentes |
|  |                      |
|  | Sección Phyllaria    |
|  |                      |

|  | \| \| Sección Oligocista \| \| \| \| \| \| Sección Avesicarioides \| \| \| \| |
|  |                                                                               |
|  | Sección Benjaminia                                                            |
|  |                                                                               |
|  | Sección Oligocista                                                            |
|  |                                                                               |
|  | Sección Avesicarioides                                                        |
|  |                                                                               |

|  | Sección Oligocista     |
|  |                        |
|  | Sección Avesicarioides |
|  |                        |

|  | Sección Stomoisia |
|  |                   |
|  | Sección Enskide   |
|  |                   |

|  | \| \| Sección Oligocista \| \| \| \| \| \| Sección Avesicarioides \| \| \| \| |
|  |                                                                               |
|  | Sección Benjaminia                                                            |
|  |                                                                               |
|  | Sección Oligocista                                                            |
|  |                                                                               |
|  | Sección Avesicarioides                                                        |
|  |                                                                               |

|  | Sección Oligocista     |
|  |                        |
|  | Sección Avesicarioides |
|  |                        |

|  | Sección Stomoisia |
|  |                   |
|  | Sección Enskide   |
|  |                   |

|  | \| \| Sección Oligocista \| \| \| \| \| \| Sección Avesicarioides \| \| \| \| |
|  |                                                                               |
|  | Sección Benjaminia                                                            |
|  |                                                                               |
|  | Sección Oligocista                                                            |
|  |                                                                               |
|  | Sección Avesicarioides                                                        |
|  |                                                                               |

|  | Sección Oligocista     |
|  |                        |
|  | Sección Avesicarioides |
|  |                        |

|  | Sección Stomoisia |
|  |                   |
|  | Sección Enskide   |
|  |                   |

|  | \| \| Sección Oligocista \| \| \| \| \| \| Sección Avesicarioides \| \| \| \| |
|  |                                                                               |
|  | Sección Benjaminia                                                            |
|  |                                                                               |
|  | Sección Oligocista                                                            |
|  |                                                                               |
|  | Sección Avesicarioides                                                        |
|  |                                                                               |

|  | Sección Oligocista     |
|  |                        |
|  | Sección Avesicarioides |
|  |                        |

|  | Sección Stomoisia |
|  |                   |
|  | Sección Enskide   |
|  |                   |

|  | Sección Calpidisca |
|  |                    |
|  | Sección Lloydia    |
|  |                    |
|  | Sección Australes  |
|  |                    |

|  | \| \| Sección Oligocista \| \| \| \| \| \| Sección Avesicarioides \| \| \| \| |
|  |                                                                               |
|  | Sección Benjaminia                                                            |
|  |                                                                               |
|  | Sección Oligocista                                                            |
|  |                                                                               |
|  | Sección Avesicarioides                                                        |
|  |                                                                               |

|  | Sección Oligocista     |
|  |                        |
|  | Sección Avesicarioides |
|  |                        |

|  | Sección Stomoisia |
|  |                   |
|  | Sección Enskide   |
|  |                   |

|  | \| \| Sección Oligocista \| \| \| \| \| \| Sección Avesicarioides \| \| \| \| |
|  |                                                                               |
|  | Sección Benjaminia                                                            |
|  |                                                                               |
|  | Sección Oligocista                                                            |
|  |                                                                               |
|  | Sección Avesicarioides                                                        |
|  |                                                                               |

|  | Sección Oligocista     |
|  |                        |
|  | Sección Avesicarioides |
|  |                        |

|  | Sección Stomoisia |
|  |                   |
|  | Sección Enskide   |
|  |                   |

|  | \| \| Sección Oligocista \| \| \| \| \| \| Sección Avesicarioides \| \| \| \| |
|  |                                                                               |
|  | Sección Benjaminia                                                            |
|  |                                                                               |
|  | Sección Oligocista                                                            |
|  |                                                                               |
|  | Sección Avesicarioides                                                        |
|  |                                                                               |

|  | Sección Oligocista     |
|  |                        |
|  | Sección Avesicarioides |
|  |                        |

|  | Sección Stomoisia |
|  |                   |
|  | Sección Enskide   |
|  |                   |

|  | \| \| Sección Oligocista \| \| \| \| \| \| Sección Avesicarioides \| \| \| \| |
|  |                                                                               |
|  | Sección Benjaminia                                                            |
|  |                                                                               |
|  | Sección Oligocista                                                            |
|  |                                                                               |
|  | Sección Avesicarioides                                                        |
|  |                                                                               |

|  | Sección Oligocista     |
|  |                        |
|  | Sección Avesicarioides |
|  |                        |

|  | Sección Stomoisia |
|  |                   |
|  | Sección Enskide   |
|  |                   |

|  | Sección Calpidisca |
|  |                    |
|  | Sección Lloydia    |
|  |                    |
|  | Sección Australes  |
|  |                    |

|  | Sección Nigrescentes |
|  |                      |
|  | Sección Phyllaria    |
|  |                      |

|  | Sección Pleiochasia   |
|  |                       |
|  | Sección Polypompholyx |
|  |                       |

|  | Sección Avesicaria  |
|  |                     |
|  | *Sección Vesiculina |
|  |                     |

|  | Utricularia olivacea |
|  |                      |
|  | *Sección Vesiculina  |
|  |                      |

|  | Sección Avesicaria  |
|  |                     |
|  | *Sección Vesiculina |
|  |                     |

|  | Utricularia olivacea |
|  |                      |
|  | *Sección Vesiculina  |
|  |                      |

|  | Sección Avesicaria  |
|  |                     |
|  | *Sección Vesiculina |
|  |                     |

|  | Utricularia olivacea |
|  |                      |
|  | *Sección Vesiculina  |
|  |                      |

|  | Sección Avesicaria  |
|  |                     |
|  | *Sección Vesiculina |
|  |                     |

|  | Utricularia olivacea |
|  |                      |
|  | *Sección Vesiculina  |
|  |                      |

|  | Sección Lecticula   |
|  |                     |
|  | Sección Utricularia |
|  |                     |

|  | Sección Avesicaria  |
|  |                     |
|  | *Sección Vesiculina |
|  |                     |

|  | Utricularia olivacea |
|  |                      |
|  | *Sección Vesiculina  |
|  |                      |

|  | Sección Avesicaria  |
|  |                     |
|  | *Sección Vesiculina |
|  |                     |

|  | Utricularia olivacea |
|  |                      |
|  | *Sección Vesiculina  |
|  |                      |

|  | Sección Avesicaria  |
|  |                     |
|  | *Sección Vesiculina |
|  |                     |

|  | Utricularia olivacea |
|  |                      |
|  | *Sección Vesiculina  |
|  |                      |

|  | Sección Avesicaria  |
|  |                     |
|  | *Sección Vesiculina |
|  |                     |

|  | Utricularia olivacea |
|  |                      |
|  | *Sección Vesiculina  |
|  |                      |

|  | Sección Lecticula   |
|  |                     |
|  | Sección Utricularia |
|  |                     |

|  | Sección Orchidioides |
|  |                      |
|  | Sección Foliosa      |
|  |                      |

|  | Sección Avesicaria  |
|  |                     |
|  | *Sección Vesiculina |
|  |                     |

|  | Utricularia olivacea |
|  |                      |
|  | *Sección Vesiculina  |
|  |                      |

|  | Sección Avesicaria  |
|  |                     |
|  | *Sección Vesiculina |
|  |                     |

|  | Utricularia olivacea |
|  |                      |
|  | *Sección Vesiculina  |
|  |                      |

|  | Sección Avesicaria  |
|  |                     |
|  | *Sección Vesiculina |
|  |                     |

|  | Utricularia olivacea |
|  |                      |
|  | *Sección Vesiculina  |
|  |                      |

|  | Sección Avesicaria  |
|  |                     |
|  | *Sección Vesiculina |
|  |                     |

|  | Utricularia olivacea |
|  |                      |
|  | *Sección Vesiculina  |
|  |                      |

|  | Sección Lecticula   |
|  |                     |
|  | Sección Utricularia |
|  |                     |

|  | Sección Avesicaria  |
|  |                     |
|  | *Sección Vesiculina |
|  |                     |

|  | Utricularia olivacea |
|  |                      |
|  | *Sección Vesiculina  |
|  |                      |

|  | Sección Avesicaria  |
|  |                     |
|  | *Sección Vesiculina |
|  |                     |

|  | Utricularia olivacea |
|  |                      |
|  | *Sección Vesiculina  |
|  |                      |

|  | Sección Avesicaria  |
|  |                     |
|  | *Sección Vesiculina |
|  |                     |

|  | Utricularia olivacea |
|  |                      |
|  | *Sección Vesiculina  |
|  |                      |

|  | Sección Avesicaria  |
|  |                     |
|  | *Sección Vesiculina |
|  |                     |

|  | Utricularia olivacea |
|  |                      |
|  | *Sección Vesiculina  |
|  |                      |

|  | Sección Lecticula   |
|  |                     |
|  | Sección Utricularia |
|  |                     |

|  | Sección Orchidioides |
|  |                      |
|  | Sección Foliosa      |
|  |                      |

|  | \| \| Sección Oligocista \| \| \| \| \| \| Sección Avesicarioides \| \| \| \| |
|  |                                                                               |
|  | Sección Benjaminia                                                            |
|  |                                                                               |
|  | Sección Oligocista                                                            |
|  |                                                                               |
|  | Sección Avesicarioides                                                        |
|  |                                                                               |

|  | Sección Oligocista     |
|  |                        |
|  | Sección Avesicarioides |
|  |                        |

|  | Sección Stomoisia |
|  |                   |
|  | Sección Enskide   |
|  |                   |

|  | \| \| Sección Oligocista \| \| \| \| \| \| Sección Avesicarioides \| \| \| \| |
|  |                                                                               |
|  | Sección Benjaminia                                                            |
|  |                                                                               |
|  | Sección Oligocista                                                            |
|  |                                                                               |
|  | Sección Avesicarioides                                                        |
|  |                                                                               |

|  | Sección Oligocista     |
|  |                        |
|  | Sección Avesicarioides |
|  |                        |

|  | Sección Stomoisia |
|  |                   |
|  | Sección Enskide   |
|  |                   |

|  | \| \| Sección Oligocista \| \| \| \| \| \| Sección Avesicarioides \| \| \| \| |
|  |                                                                               |
|  | Sección Benjaminia                                                            |
|  |                                                                               |
|  | Sección Oligocista                                                            |
|  |                                                                               |
|  | Sección Avesicarioides                                                        |
|  |                                                                               |

|  | Sección Oligocista     |
|  |                        |
|  | Sección Avesicarioides |
|  |                        |

|  | Sección Stomoisia |
|  |                   |
|  | Sección Enskide   |
|  |                   |

|  | \| \| Sección Oligocista \| \| \| \| \| \| Sección Avesicarioides \| \| \| \| |
|  |                                                                               |
|  | Sección Benjaminia                                                            |
|  |                                                                               |
|  | Sección Oligocista                                                            |
|  |                                                                               |
|  | Sección Avesicarioides                                                        |
|  |                                                                               |

|  | Sección Oligocista     |
|  |                        |
|  | Sección Avesicarioides |
|  |                        |

|  | Sección Stomoisia |
|  |                   |
|  | Sección Enskide   |
|  |                   |

|  | Sección Calpidisca |
|  |                    |
|  | Sección Lloydia    |
|  |                    |
|  | Sección Australes  |
|  |                    |

|  | \| \| Sección Oligocista \| \| \| \| \| \| Sección Avesicarioides \| \| \| \| |
|  |                                                                               |
|  | Sección Benjaminia                                                            |
|  |                                                                               |
|  | Sección Oligocista                                                            |
|  |                                                                               |
|  | Sección Avesicarioides                                                        |
|  |                                                                               |

|  | Sección Oligocista     |
|  |                        |
|  | Sección Avesicarioides |
|  |                        |

|  | Sección Stomoisia |
|  |                   |
|  | Sección Enskide   |
|  |                   |

|  | \| \| Sección Oligocista \| \| \| \| \| \| Sección Avesicarioides \| \| \| \| |
|  |                                                                               |
|  | Sección Benjaminia                                                            |
|  |                                                                               |
|  | Sección Oligocista                                                            |
|  |                                                                               |
|  | Sección Avesicarioides                                                        |
|  |                                                                               |

|  | Sección Oligocista     |
|  |                        |
|  | Sección Avesicarioides |
|  |                        |

|  | Sección Stomoisia |
|  |                   |
|  | Sección Enskide   |
|  |                   |

|  | \| \| Sección Oligocista \| \| \| \| \| \| Sección Avesicarioides \| \| \| \| |
|  |                                                                               |
|  | Sección Benjaminia                                                            |
|  |                                                                               |
|  | Sección Oligocista                                                            |
|  |                                                                               |
|  | Sección Avesicarioides                                                        |
|  |                                                                               |

|  | Sección Oligocista     |
|  |                        |
|  | Sección Avesicarioides |
|  |                        |

|  | Sección Stomoisia |
|  |                   |
|  | Sección Enskide   |
|  |                   |

|  | \| \| Sección Oligocista \| \| \| \| \| \| Sección Avesicarioides \| \| \| \| |
|  |                                                                               |
|  | Sección Benjaminia                                                            |
|  |                                                                               |
|  | Sección Oligocista                                                            |
|  |                                                                               |
|  | Sección Avesicarioides                                                        |
|  |                                                                               |

|  | Sección Oligocista     |
|  |                        |
|  | Sección Avesicarioides |
|  |                        |

|  | Sección Stomoisia |
|  |                   |
|  | Sección Enskide   |
|  |                   |

|  | Sección Calpidisca |
|  |                    |
|  | Sección Lloydia    |
|  |                    |
|  | Sección Australes  |
|  |                    |

|  | Sección Nigrescentes |
|  |                      |
|  | Sección Phyllaria    |
|  |                      |

|  | \| \| Sección Oligocista \| \| \| \| \| \| Sección Avesicarioides \| \| \| \| |
|  |                                                                               |
|  | Sección Benjaminia                                                            |
|  |                                                                               |
|  | Sección Oligocista                                                            |
|  |                                                                               |
|  | Sección Avesicarioides                                                        |
|  |                                                                               |

|  | Sección Oligocista     |
|  |                        |
|  | Sección Avesicarioides |
|  |                        |

|  | Sección Stomoisia |
|  |                   |
|  | Sección Enskide   |
|  |                   |

|  | \| \| Sección Oligocista \| \| \| \| \| \| Sección Avesicarioides \| \| \| \| |
|  |                                                                               |
|  | Sección Benjaminia                                                            |
|  |                                                                               |
|  | Sección Oligocista                                                            |
|  |                                                                               |
|  | Sección Avesicarioides                                                        |
|  |                                                                               |

|  | Sección Oligocista     |
|  |                        |
|  | Sección Avesicarioides |
|  |                        |

|  | Sección Stomoisia |
|  |                   |
|  | Sección Enskide   |
|  |                   |

|  | \| \| Sección Oligocista \| \| \| \| \| \| Sección Avesicarioides \| \| \| \| |
|  |                                                                               |
|  | Sección Benjaminia                                                            |
|  |                                                                               |
|  | Sección Oligocista                                                            |
|  |                                                                               |
|  | Sección Avesicarioides                                                        |
|  |                                                                               |

|  | Sección Oligocista     |
|  |                        |
|  | Sección Avesicarioides |
|  |                        |

|  | Sección Stomoisia |
|  |                   |
|  | Sección Enskide   |
|  |                   |

|  | \| \| Sección Oligocista \| \| \| \| \| \| Sección Avesicarioides \| \| \| \| |
|  |                                                                               |
|  | Sección Benjaminia                                                            |
|  |                                                                               |
|  | Sección Oligocista                                                            |
|  |                                                                               |
|  | Sección Avesicarioides                                                        |
|  |                                                                               |

|  | Sección Oligocista     |
|  |                        |
|  | Sección Avesicarioides |
|  |                        |

|  | Sección Stomoisia |
|  |                   |
|  | Sección Enskide   |
|  |                   |

|  | Sección Calpidisca |
|  |                    |
|  | Sección Lloydia    |
|  |                    |
|  | Sección Australes  |
|  |                    |

|  | \| \| Sección Oligocista \| \| \| \| \| \| Sección Avesicarioides \| \| \| \| |
|  |                                                                               |
|  | Sección Benjaminia                                                            |
|  |                                                                               |
|  | Sección Oligocista                                                            |
|  |                                                                               |
|  | Sección Avesicarioides                                                        |
|  |                                                                               |

|  | Sección Oligocista     |
|  |                        |
|  | Sección Avesicarioides |
|  |                        |

|  | Sección Stomoisia |
|  |                   |
|  | Sección Enskide   |
|  |                   |

|  | \| \| Sección Oligocista \| \| \| \| \| \| Sección Avesicarioides \| \| \| \| |
|  |                                                                               |
|  | Sección Benjaminia                                                            |
|  |                                                                               |
|  | Sección Oligocista                                                            |
|  |                                                                               |
|  | Sección Avesicarioides                                                        |
|  |                                                                               |

|  | Sección Oligocista     |
|  |                        |
|  | Sección Avesicarioides |
|  |                        |

|  | Sección Stomoisia |
|  |                   |
|  | Sección Enskide   |
|  |                   |

|  | \| \| Sección Oligocista \| \| \| \| \| \| Sección Avesicarioides \| \| \| \| |
|  |                                                                               |
|  | Sección Benjaminia                                                            |
|  |                                                                               |
|  | Sección Oligocista                                                            |
|  |                                                                               |
|  | Sección Avesicarioides                                                        |
|  |                                                                               |

|  | Sección Oligocista     |
|  |                        |
|  | Sección Avesicarioides |
|  |                        |

|  | Sección Stomoisia |
|  |                   |
|  | Sección Enskide   |
|  |                   |

|  | \| \| Sección Oligocista \| \| \| \| \| \| Sección Avesicarioides \| \| \| \| |
|  |                                                                               |
|  | Sección Benjaminia                                                            |
|  |                                                                               |
|  | Sección Oligocista                                                            |
|  |                                                                               |
|  | Sección Avesicarioides                                                        |
|  |                                                                               |

|  | Sección Oligocista     |
|  |                        |
|  | Sección Avesicarioides |
|  |                        |

|  | Sección Stomoisia |
|  |                   |
|  | Sección Enskide   |
|  |                   |

|  | Sección Calpidisca |
|  |                    |
|  | Sección Lloydia    |
|  |                    |
|  | Sección Australes  |
|  |                    |

|  | Sección Nigrescentes |
|  |                      |
|  | Sección Phyllaria    |
|  |                      |

|  | \| \| Sección Oligocista \| \| \| \| \| \| Sección Avesicarioides \| \| \| \| |
|  |                                                                               |
|  | Sección Benjaminia                                                            |
|  |                                                                               |
|  | Sección Oligocista                                                            |
|  |                                                                               |
|  | Sección Avesicarioides                                                        |
|  |                                                                               |

|  | Sección Oligocista     |
|  |                        |
|  | Sección Avesicarioides |
|  |                        |

|  | Sección Stomoisia |
|  |                   |
|  | Sección Enskide   |
|  |                   |

|  | \| \| Sección Oligocista \| \| \| \| \| \| Sección Avesicarioides \| \| \| \| |
|  |                                                                               |
|  | Sección Benjaminia                                                            |
|  |                                                                               |
|  | Sección Oligocista                                                            |
|  |                                                                               |
|  | Sección Avesicarioides                                                        |
|  |                                                                               |

|  | Sección Oligocista     |
|  |                        |
|  | Sección Avesicarioides |
|  |                        |

|  | Sección Stomoisia |
|  |                   |
|  | Sección Enskide   |
|  |                   |

|  | \| \| Sección Oligocista \| \| \| \| \| \| Sección Avesicarioides \| \| \| \| |
|  |                                                                               |
|  | Sección Benjaminia                                                            |
|  |                                                                               |
|  | Sección Oligocista                                                            |
|  |                                                                               |
|  | Sección Avesicarioides                                                        |
|  |                                                                               |

|  | Sección Oligocista     |
|  |                        |
|  | Sección Avesicarioides |
|  |                        |

|  | Sección Stomoisia |
|  |                   |
|  | Sección Enskide   |
|  |                   |

|  | \| \| Sección Oligocista \| \| \| \| \| \| Sección Avesicarioides \| \| \| \| |
|  |                                                                               |
|  | Sección Benjaminia                                                            |
|  |                                                                               |
|  | Sección Oligocista                                                            |
|  |                                                                               |
|  | Sección Avesicarioides                                                        |
|  |                                                                               |

|  | Sección Oligocista     |
|  |                        |
|  | Sección Avesicarioides |
|  |                        |

|  | Sección Stomoisia |
|  |                   |
|  | Sección Enskide   |
|  |                   |

|  | Sección Calpidisca |
|  |                    |
|  | Sección Lloydia    |
|  |                    |
|  | Sección Australes  |
|  |                    |

|  | \| \| Sección Oligocista \| \| \| \| \| \| Sección Avesicarioides \| \| \| \| |
|  |                                                                               |
|  | Sección Benjaminia                                                            |
|  |                                                                               |
|  | Sección Oligocista                                                            |
|  |                                                                               |
|  | Sección Avesicarioides                                                        |
|  |                                                                               |

|  | Sección Oligocista     |
|  |                        |
|  | Sección Avesicarioides |
|  |                        |

|  | Sección Stomoisia |
|  |                   |
|  | Sección Enskide   |
|  |                   |

|  | \| \| Sección Oligocista \| \| \| \| \| \| Sección Avesicarioides \| \| \| \| |
|  |                                                                               |
|  | Sección Benjaminia                                                            |
|  |                                                                               |
|  | Sección Oligocista                                                            |
|  |                                                                               |
|  | Sección Avesicarioides                                                        |
|  |                                                                               |

|  | Sección Oligocista     |
|  |                        |
|  | Sección Avesicarioides |
|  |                        |

|  | Sección Stomoisia |
|  |                   |
|  | Sección Enskide   |
|  |                   |

|  | \| \| Sección Oligocista \| \| \| \| \| \| Sección Avesicarioides \| \| \| \| |
|  |                                                                               |
|  | Sección Benjaminia                                                            |
|  |                                                                               |
|  | Sección Oligocista                                                            |
|  |                                                                               |
|  | Sección Avesicarioides                                                        |
|  |                                                                               |

|  | Sección Oligocista     |
|  |                        |
|  | Sección Avesicarioides |
|  |                        |

|  | Sección Stomoisia |
|  |                   |
|  | Sección Enskide   |
|  |                   |

|  | \| \| Sección Oligocista \| \| \| \| \| \| Sección Avesicarioides \| \| \| \| |
|  |                                                                               |
|  | Sección Benjaminia                                                            |
|  |                                                                               |
|  | Sección Oligocista                                                            |
|  |                                                                               |
|  | Sección Avesicarioides                                                        |
|  |                                                                               |

|  | Sección Oligocista     |
|  |                        |
|  | Sección Avesicarioides |
|  |                        |

|  | Sección Stomoisia |
|  |                   |
|  | Sección Enskide   |
|  |                   |

|  | Sección Calpidisca |
|  |                    |
|  | Sección Lloydia    |
|  |                    |
|  | Sección Australes  |
|  |                    |

|  | Sección Nigrescentes |
|  |                      |
|  | Sección Phyllaria    |
|  |                      |

|  | \| \| Sección Oligocista \| \| \| \| \| \| Sección Avesicarioides \| \| \| \| |
|  |                                                                               |
|  | Sección Benjaminia                                                            |
|  |                                                                               |
|  | Sección Oligocista                                                            |
|  |                                                                               |
|  | Sección Avesicarioides                                                        |
|  |                                                                               |

|  | Sección Oligocista     |
|  |                        |
|  | Sección Avesicarioides |
|  |                        |

|  | Sección Stomoisia |
|  |                   |
|  | Sección Enskide   |
|  |                   |

|  | \| \| Sección Oligocista \| \| \| \| \| \| Sección Avesicarioides \| \| \| \| |
|  |                                                                               |
|  | Sección Benjaminia                                                            |
|  |                                                                               |
|  | Sección Oligocista                                                            |
|  |                                                                               |
|  | Sección Avesicarioides                                                        |
|  |                                                                               |

|  | Sección Oligocista     |
|  |                        |
|  | Sección Avesicarioides |
|  |                        |

|  | Sección Stomoisia |
|  |                   |
|  | Sección Enskide   |
|  |                   |

|  | \| \| Sección Oligocista \| \| \| \| \| \| Sección Avesicarioides \| \| \| \| |
|  |                                                                               |
|  | Sección Benjaminia                                                            |
|  |                                                                               |
|  | Sección Oligocista                                                            |
|  |                                                                               |
|  | Sección Avesicarioides                                                        |
|  |                                                                               |

|  | Sección Oligocista     |
|  |                        |
|  | Sección Avesicarioides |
|  |                        |

|  | Sección Stomoisia |
|  |                   |
|  | Sección Enskide   |
|  |                   |

|  | \| \| Sección Oligocista \| \| \| \| \| \| Sección Avesicarioides \| \| \| \| |
|  |                                                                               |
|  | Sección Benjaminia                                                            |
|  |                                                                               |
|  | Sección Oligocista                                                            |
|  |                                                                               |
|  | Sección Avesicarioides                                                        |
|  |                                                                               |

|  | Sección Oligocista     |
|  |                        |
|  | Sección Avesicarioides |
|  |                        |

|  | Sección Stomoisia |
|  |                   |
|  | Sección Enskide   |
|  |                   |

|  | Sección Calpidisca |
|  |                    |
|  | Sección Lloydia    |
|  |                    |
|  | Sección Australes  |
|  |                    |

|  | \| \| Sección Oligocista \| \| \| \| \| \| Sección Avesicarioides \| \| \| \| |
|  |                                                                               |
|  | Sección Benjaminia                                                            |
|  |                                                                               |
|  | Sección Oligocista                                                            |
|  |                                                                               |
|  | Sección Avesicarioides                                                        |
|  |                                                                               |

|  | Sección Oligocista     |
|  |                        |
|  | Sección Avesicarioides |
|  |                        |

|  | Sección Stomoisia |
|  |                   |
|  | Sección Enskide   |
|  |                   |

|  | \| \| Sección Oligocista \| \| \| \| \| \| Sección Avesicarioides \| \| \| \| |
|  |                                                                               |
|  | Sección Benjaminia                                                            |
|  |                                                                               |
|  | Sección Oligocista                                                            |
|  |                                                                               |
|  | Sección Avesicarioides                                                        |
|  |                                                                               |

|  | Sección Oligocista     |
|  |                        |
|  | Sección Avesicarioides |
|  |                        |

|  | Sección Stomoisia |
|  |                   |
|  | Sección Enskide   |
|  |                   |

|  | \| \| Sección Oligocista \| \| \| \| \| \| Sección Avesicarioides \| \| \| \| |
|  |                                                                               |
|  | Sección Benjaminia                                                            |
|  |                                                                               |
|  | Sección Oligocista                                                            |
|  |                                                                               |
|  | Sección Avesicarioides                                                        |
|  |                                                                               |

|  | Sección Oligocista     |
|  |                        |
|  | Sección Avesicarioides |
|  |                        |

|  | Sección Stomoisia |
|  |                   |
|  | Sección Enskide   |
|  |                   |

|  | \| \| Sección Oligocista \| \| \| \| \| \| Sección Avesicarioides \| \| \| \| |
|  |                                                                               |
|  | Sección Benjaminia                                                            |
|  |                                                                               |
|  | Sección Oligocista                                                            |
|  |                                                                               |
|  | Sección Avesicarioides                                                        |
|  |                                                                               |

|  | Sección Oligocista     |
|  |                        |
|  | Sección Avesicarioides |
|  |                        |

|  | Sección Stomoisia |
|  |                   |
|  | Sección Enskide   |
|  |                   |

|  | Sección Calpidisca |
|  |                    |
|  | Sección Lloydia    |
|  |                    |
|  | Sección Australes  |
|  |                    |

|  | Sección Nigrescentes |
|  |                      |
|  | Sección Phyllaria    |
|  |                      |

|  | Sección Avesicaria  |
|  |                     |
|  | *Sección Vesiculina |
|  |                     |

|  | Utricularia olivacea |
|  |                      |
|  | *Sección Vesiculina  |
|  |                      |

|  | Sección Avesicaria  |
|  |                     |
|  | *Sección Vesiculina |
|  |                     |

|  | Utricularia olivacea |
|  |                      |
|  | *Sección Vesiculina  |
|  |                      |

|  | Sección Avesicaria  |
|  |                     |
|  | *Sección Vesiculina |
|  |                     |

|  | Utricularia olivacea |
|  |                      |
|  | *Sección Vesiculina  |
|  |                      |

|  | Sección Avesicaria  |
|  |                     |
|  | *Sección Vesiculina |
|  |                     |

|  | Utricularia olivacea |
|  |                      |
|  | *Sección Vesiculina  |
|  |                      |

|  | Sección Lecticula   |
|  |                     |
|  | Sección Utricularia |
|  |                     |

|  | Sección Avesicaria  |
|  |                     |
|  | *Sección Vesiculina |
|  |                     |

|  | Utricularia olivacea |
|  |                      |
|  | *Sección Vesiculina  |
|  |                      |

|  | Sección Avesicaria  |
|  |                     |
|  | *Sección Vesiculina |
|  |                     |

|  | Utricularia olivacea |
|  |                      |
|  | *Sección Vesiculina  |
|  |                      |

|  | Sección Avesicaria  |
|  |                     |
|  | *Sección Vesiculina |
|  |                     |

|  | Utricularia olivacea |
|  |                      |
|  | *Sección Vesiculina  |
|  |                      |

|  | Sección Avesicaria  |
|  |                     |
|  | *Sección Vesiculina |
|  |                     |

|  | Utricularia olivacea |
|  |                      |
|  | *Sección Vesiculina  |
|  |                      |

|  | Sección Lecticula   |
|  |                     |
|  | Sección Utricularia |
|  |                     |

|  | Sección Orchidioides |
|  |                      |
|  | Sección Foliosa      |
|  |                      |

|  | Sección Avesicaria  |
|  |                     |
|  | *Sección Vesiculina |
|  |                     |

|  | Utricularia olivacea |
|  |                      |
|  | *Sección Vesiculina  |
|  |                      |

|  | Sección Avesicaria  |
|  |                     |
|  | *Sección Vesiculina |
|  |                     |

|  | Utricularia olivacea |
|  |                      |
|  | *Sección Vesiculina  |
|  |                      |

|  | Sección Avesicaria  |
|  |                     |
|  | *Sección Vesiculina |
|  |                     |

|  | Utricularia olivacea |
|  |                      |
|  | *Sección Vesiculina  |
|  |                      |

|  | Sección Avesicaria  |
|  |                     |
|  | *Sección Vesiculina |
|  |                     |

|  | Utricularia olivacea |
|  |                      |
|  | *Sección Vesiculina  |
|  |                      |

|  | Sección Lecticula   |
|  |                     |
|  | Sección Utricularia |
|  |                     |

|  | Sección Avesicaria  |
|  |                     |
|  | *Sección Vesiculina |
|  |                     |

|  | Utricularia olivacea |
|  |                      |
|  | *Sección Vesiculina  |
|  |                      |

|  | Sección Avesicaria  |
|  |                     |
|  | *Sección Vesiculina |
|  |                     |

|  | Utricularia olivacea |
|  |                      |
|  | *Sección Vesiculina  |
|  |                      |

|  | Sección Avesicaria  |
|  |                     |
|  | *Sección Vesiculina |
|  |                     |

|  | Utricularia olivacea |
|  |                      |
|  | *Sección Vesiculina  |
|  |                      |

|  | Sección Avesicaria  |
|  |                     |
|  | *Sección Vesiculina |
|  |                     |

|  | Utricularia olivacea |
|  |                      |
|  | *Sección Vesiculina  |
|  |                      |

|  | Sección Lecticula   |
|  |                     |
|  | Sección Utricularia |
|  |                     |

|  | Sección Orchidioides |
|  |                      |
|  | Sección Foliosa      |
|  |                      |

|  | \| \| Sección Oligocista \| \| \| \| \| \| Sección Avesicarioides \| \| \| \| |
|  |                                                                               |
|  | Sección Benjaminia                                                            |
|  |                                                                               |
|  | Sección Oligocista                                                            |
|  |                                                                               |
|  | Sección Avesicarioides                                                        |
|  |                                                                               |

|  | Sección Oligocista     |
|  |                        |
|  | Sección Avesicarioides |
|  |                        |

|  | Sección Stomoisia |
|  |                   |
|  | Sección Enskide   |
|  |                   |

|  | \| \| Sección Oligocista \| \| \| \| \| \| Sección Avesicarioides \| \| \| \| |
|  |                                                                               |
|  | Sección Benjaminia                                                            |
|  |                                                                               |
|  | Sección Oligocista                                                            |
|  |                                                                               |
|  | Sección Avesicarioides                                                        |
|  |                                                                               |

|  | Sección Oligocista     |
|  |                        |
|  | Sección Avesicarioides |
|  |                        |

|  | Sección Stomoisia |
|  |                   |
|  | Sección Enskide   |
|  |                   |

|  | \| \| Sección Oligocista \| \| \| \| \| \| Sección Avesicarioides \| \| \| \| |
|  |                                                                               |
|  | Sección Benjaminia                                                            |
|  |                                                                               |
|  | Sección Oligocista                                                            |
|  |                                                                               |
|  | Sección Avesicarioides                                                        |
|  |                                                                               |

|  | Sección Oligocista     |
|  |                        |
|  | Sección Avesicarioides |
|  |                        |

|  | Sección Stomoisia |
|  |                   |
|  | Sección Enskide   |
|  |                   |

|  | \| \| Sección Oligocista \| \| \| \| \| \| Sección Avesicarioides \| \| \| \| |
|  |                                                                               |
|  | Sección Benjaminia                                                            |
|  |                                                                               |
|  | Sección Oligocista                                                            |
|  |                                                                               |
|  | Sección Avesicarioides                                                        |
|  |                                                                               |

|  | Sección Oligocista     |
|  |                        |
|  | Sección Avesicarioides |
|  |                        |

|  | Sección Stomoisia |
|  |                   |
|  | Sección Enskide   |
|  |                   |

|  | Sección Calpidisca |
|  |                    |
|  | Sección Lloydia    |
|  |                    |
|  | Sección Australes  |
|  |                    |

|  | \| \| Sección Oligocista \| \| \| \| \| \| Sección Avesicarioides \| \| \| \| |
|  |                                                                               |
|  | Sección Benjaminia                                                            |
|  |                                                                               |
|  | Sección Oligocista                                                            |
|  |                                                                               |
|  | Sección Avesicarioides                                                        |
|  |                                                                               |

|  | Sección Oligocista     |
|  |                        |
|  | Sección Avesicarioides |
|  |                        |

|  | Sección Stomoisia |
|  |                   |
|  | Sección Enskide   |
|  |                   |

|  | \| \| Sección Oligocista \| \| \| \| \| \| Sección Avesicarioides \| \| \| \| |
|  |                                                                               |
|  | Sección Benjaminia                                                            |
|  |                                                                               |
|  | Sección Oligocista                                                            |
|  |                                                                               |
|  | Sección Avesicarioides                                                        |
|  |                                                                               |

|  | Sección Oligocista     |
|  |                        |
|  | Sección Avesicarioides |
|  |                        |

|  | Sección Stomoisia |
|  |                   |
|  | Sección Enskide   |
|  |                   |

|  | \| \| Sección Oligocista \| \| \| \| \| \| Sección Avesicarioides \| \| \| \| |
|  |                                                                               |
|  | Sección Benjaminia                                                            |
|  |                                                                               |
|  | Sección Oligocista                                                            |
|  |                                                                               |
|  | Sección Avesicarioides                                                        |
|  |                                                                               |

|  | Sección Oligocista     |
|  |                        |
|  | Sección Avesicarioides |
|  |                        |

|  | Sección Stomoisia |
|  |                   |
|  | Sección Enskide   |
|  |                   |

|  | \| \| Sección Oligocista \| \| \| \| \| \| Sección Avesicarioides \| \| \| \| |
|  |                                                                               |
|  | Sección Benjaminia                                                            |
|  |                                                                               |
|  | Sección Oligocista                                                            |
|  |                                                                               |
|  | Sección Avesicarioides                                                        |
|  |                                                                               |

|  | Sección Oligocista     |
|  |                        |
|  | Sección Avesicarioides |
|  |                        |

|  | Sección Stomoisia |
|  |                   |
|  | Sección Enskide   |
|  |                   |

|  | Sección Calpidisca |
|  |                    |
|  | Sección Lloydia    |
|  |                    |
|  | Sección Australes  |
|  |                    |

|  | Sección Nigrescentes |
|  |                      |
|  | Sección Phyllaria    |
|  |                      |

|  | \| \| Sección Oligocista \| \| \| \| \| \| Sección Avesicarioides \| \| \| \| |
|  |                                                                               |
|  | Sección Benjaminia                                                            |
|  |                                                                               |
|  | Sección Oligocista                                                            |
|  |                                                                               |
|  | Sección Avesicarioides                                                        |
|  |                                                                               |

|  | Sección Oligocista     |
|  |                        |
|  | Sección Avesicarioides |
|  |                        |

|  | Sección Stomoisia |
|  |                   |
|  | Sección Enskide   |
|  |                   |

|  | \| \| Sección Oligocista \| \| \| \| \| \| Sección Avesicarioides \| \| \| \| |
|  |                                                                               |
|  | Sección Benjaminia                                                            |
|  |                                                                               |
|  | Sección Oligocista                                                            |
|  |                                                                               |
|  | Sección Avesicarioides                                                        |
|  |                                                                               |

|  | Sección Oligocista     |
|  |                        |
|  | Sección Avesicarioides |
|  |                        |

|  | Sección Stomoisia |
|  |                   |
|  | Sección Enskide   |
|  |                   |

|  | \| \| Sección Oligocista \| \| \| \| \| \| Sección Avesicarioides \| \| \| \| |
|  |                                                                               |
|  | Sección Benjaminia                                                            |
|  |                                                                               |
|  | Sección Oligocista                                                            |
|  |                                                                               |
|  | Sección Avesicarioides                                                        |
|  |                                                                               |

|  | Sección Oligocista     |
|  |                        |
|  | Sección Avesicarioides |
|  |                        |

|  | Sección Stomoisia |
|  |                   |
|  | Sección Enskide   |
|  |                   |

|  | \| \| Sección Oligocista \| \| \| \| \| \| Sección Avesicarioides \| \| \| \| |
|  |                                                                               |
|  | Sección Benjaminia                                                            |
|  |                                                                               |
|  | Sección Oligocista                                                            |
|  |                                                                               |
|  | Sección Avesicarioides                                                        |
|  |                                                                               |

|  | Sección Oligocista     |
|  |                        |
|  | Sección Avesicarioides |
|  |                        |

|  | Sección Stomoisia |
|  |                   |
|  | Sección Enskide   |
|  |                   |

|  | Sección Calpidisca |
|  |                    |
|  | Sección Lloydia    |
|  |                    |
|  | Sección Australes  |
|  |                    |

|  | \| \| Sección Oligocista \| \| \| \| \| \| Sección Avesicarioides \| \| \| \| |
|  |                                                                               |
|  | Sección Benjaminia                                                            |
|  |                                                                               |
|  | Sección Oligocista                                                            |
|  |                                                                               |
|  | Sección Avesicarioides                                                        |
|  |                                                                               |

|  | Sección Oligocista     |
|  |                        |
|  | Sección Avesicarioides |
|  |                        |

|  | Sección Stomoisia |
|  |                   |
|  | Sección Enskide   |
|  |                   |

|  | \| \| Sección Oligocista \| \| \| \| \| \| Sección Avesicarioides \| \| \| \| |
|  |                                                                               |
|  | Sección Benjaminia                                                            |
|  |                                                                               |
|  | Sección Oligocista                                                            |
|  |                                                                               |
|  | Sección Avesicarioides                                                        |
|  |                                                                               |

|  | Sección Oligocista     |
|  |                        |
|  | Sección Avesicarioides |
|  |                        |

|  | Sección Stomoisia |
|  |                   |
|  | Sección Enskide   |
|  |                   |

|  | \| \| Sección Oligocista \| \| \| \| \| \| Sección Avesicarioides \| \| \| \| |
|  |                                                                               |
|  | Sección Benjaminia                                                            |
|  |                                                                               |
|  | Sección Oligocista                                                            |
|  |                                                                               |
|  | Sección Avesicarioides                                                        |
|  |                                                                               |

|  | Sección Oligocista     |
|  |                        |
|  | Sección Avesicarioides |
|  |                        |

|  | Sección Stomoisia |
|  |                   |
|  | Sección Enskide   |
|  |                   |

|  | \| \| Sección Oligocista \| \| \| \| \| \| Sección Avesicarioides \| \| \| \| |
|  |                                                                               |
|  | Sección Benjaminia                                                            |
|  |                                                                               |
|  | Sección Oligocista                                                            |
|  |                                                                               |
|  | Sección Avesicarioides                                                        |
|  |                                                                               |

|  | Sección Oligocista     |
|  |                        |
|  | Sección Avesicarioides |
|  |                        |

|  | Sección Stomoisia |
|  |                   |
|  | Sección Enskide   |
|  |                   |

|  | Sección Calpidisca |
|  |                    |
|  | Sección Lloydia    |
|  |                    |
|  | Sección Australes  |
|  |                    |

|  | Sección Nigrescentes |
|  |                      |
|  | Sección Phyllaria    |
|  |                      |

|  | \| \| Sección Oligocista \| \| \| \| \| \| Sección Avesicarioides \| \| \| \| |
|  |                                                                               |
|  | Sección Benjaminia                                                            |
|  |                                                                               |
|  | Sección Oligocista                                                            |
|  |                                                                               |
|  | Sección Avesicarioides                                                        |
|  |                                                                               |

|  | Sección Oligocista     |
|  |                        |
|  | Sección Avesicarioides |
|  |                        |

|  | Sección Stomoisia |
|  |                   |
|  | Sección Enskide   |
|  |                   |

|  | \| \| Sección Oligocista \| \| \| \| \| \| Sección Avesicarioides \| \| \| \| |
|  |                                                                               |
|  | Sección Benjaminia                                                            |
|  |                                                                               |
|  | Sección Oligocista                                                            |
|  |                                                                               |
|  | Sección Avesicarioides                                                        |
|  |                                                                               |

|  | Sección Oligocista     |
|  |                        |
|  | Sección Avesicarioides |
|  |                        |

|  | Sección Stomoisia |
|  |                   |
|  | Sección Enskide   |
|  |                   |

|  | \| \| Sección Oligocista \| \| \| \| \| \| Sección Avesicarioides \| \| \| \| |
|  |                                                                               |
|  | Sección Benjaminia                                                            |
|  |                                                                               |
|  | Sección Oligocista                                                            |
|  |                                                                               |
|  | Sección Avesicarioides                                                        |
|  |                                                                               |

|  | Sección Oligocista     |
|  |                        |
|  | Sección Avesicarioides |
|  |                        |

|  | Sección Stomoisia |
|  |                   |
|  | Sección Enskide   |
|  |                   |

|  | \| \| Sección Oligocista \| \| \| \| \| \| Sección Avesicarioides \| \| \| \| |
|  |                                                                               |
|  | Sección Benjaminia                                                            |
|  |                                                                               |
|  | Sección Oligocista                                                            |
|  |                                                                               |
|  | Sección Avesicarioides                                                        |
|  |                                                                               |

|  | Sección Oligocista     |
|  |                        |
|  | Sección Avesicarioides |
|  |                        |

|  | Sección Stomoisia |
|  |                   |
|  | Sección Enskide   |
|  |                   |

|  | Sección Calpidisca |
|  |                    |
|  | Sección Lloydia    |
|  |                    |
|  | Sección Australes  |
|  |                    |

|  | \| \| Sección Oligocista \| \| \| \| \| \| Sección Avesicarioides \| \| \| \| |
|  |                                                                               |
|  | Sección Benjaminia                                                            |
|  |                                                                               |
|  | Sección Oligocista                                                            |
|  |                                                                               |
|  | Sección Avesicarioides                                                        |
|  |                                                                               |

|  | Sección Oligocista     |
|  |                        |
|  | Sección Avesicarioides |
|  |                        |

|  | Sección Stomoisia |
|  |                   |
|  | Sección Enskide   |
|  |                   |

|  | \| \| Sección Oligocista \| \| \| \| \| \| Sección Avesicarioides \| \| \| \| |
|  |                                                                               |
|  | Sección Benjaminia                                                            |
|  |                                                                               |
|  | Sección Oligocista                                                            |
|  |                                                                               |
|  | Sección Avesicarioides                                                        |
|  |                                                                               |

|  | Sección Oligocista     |
|  |                        |
|  | Sección Avesicarioides |
|  |                        |

|  | Sección Stomoisia |
|  |                   |
|  | Sección Enskide   |
|  |                   |

|  | \| \| Sección Oligocista \| \| \| \| \| \| Sección Avesicarioides \| \| \| \| |
|  |                                                                               |
|  | Sección Benjaminia                                                            |
|  |                                                                               |
|  | Sección Oligocista                                                            |
|  |                                                                               |
|  | Sección Avesicarioides                                                        |
|  |                                                                               |

|  | Sección Oligocista     |
|  |                        |
|  | Sección Avesicarioides |
|  |                        |

|  | Sección Stomoisia |
|  |                   |
|  | Sección Enskide   |
|  |                   |

|  | \| \| Sección Oligocista \| \| \| \| \| \| Sección Avesicarioides \| \| \| \| |
|  |                                                                               |
|  | Sección Benjaminia                                                            |
|  |                                                                               |
|  | Sección Oligocista                                                            |
|  |                                                                               |
|  | Sección Avesicarioides                                                        |
|  |                                                                               |

|  | Sección Oligocista     |
|  |                        |
|  | Sección Avesicarioides |
|  |                        |

|  | Sección Stomoisia |
|  |                   |
|  | Sección Enskide   |
|  |                   |

|  | Sección Calpidisca |
|  |                    |
|  | Sección Lloydia    |
|  |                    |
|  | Sección Australes  |
|  |                    |

|  | Sección Nigrescentes |
|  |                      |
|  | Sección Phyllaria    |
|  |                      |

|  | \| \| Sección Oligocista \| \| \| \| \| \| Sección Avesicarioides \| \| \| \| |
|  |                                                                               |
|  | Sección Benjaminia                                                            |
|  |                                                                               |
|  | Sección Oligocista                                                            |
|  |                                                                               |
|  | Sección Avesicarioides                                                        |
|  |                                                                               |

|  | Sección Oligocista     |
|  |                        |
|  | Sección Avesicarioides |
|  |                        |

|  | Sección Stomoisia |
|  |                   |
|  | Sección Enskide   |
|  |                   |

|  | \| \| Sección Oligocista \| \| \| \| \| \| Sección Avesicarioides \| \| \| \| |
|  |                                                                               |
|  | Sección Benjaminia                                                            |
|  |                                                                               |
|  | Sección Oligocista                                                            |
|  |                                                                               |
|  | Sección Avesicarioides                                                        |
|  |                                                                               |

|  | Sección Oligocista     |
|  |                        |
|  | Sección Avesicarioides |
|  |                        |

|  | Sección Stomoisia |
|  |                   |
|  | Sección Enskide   |
|  |                   |

|  | \| \| Sección Oligocista \| \| \| \| \| \| Sección Avesicarioides \| \| \| \| |
|  |                                                                               |
|  | Sección Benjaminia                                                            |
|  |                                                                               |
|  | Sección Oligocista                                                            |
|  |                                                                               |
|  | Sección Avesicarioides                                                        |
|  |                                                                               |

|  | Sección Oligocista     |
|  |                        |
|  | Sección Avesicarioides |
|  |                        |

|  | Sección Stomoisia |
|  |                   |
|  | Sección Enskide   |
|  |                   |

|  | \| \| Sección Oligocista \| \| \| \| \| \| Sección Avesicarioides \| \| \| \| |
|  |                                                                               |
|  | Sección Benjaminia                                                            |
|  |                                                                               |
|  | Sección Oligocista                                                            |
|  |                                                                               |
|  | Sección Avesicarioides                                                        |
|  |                                                                               |

|  | Sección Oligocista     |
|  |                        |
|  | Sección Avesicarioides |
|  |                        |

|  | Sección Stomoisia |
|  |                   |
|  | Sección Enskide   |
|  |                   |

|  | Sección Calpidisca |
|  |                    |
|  | Sección Lloydia    |
|  |                    |
|  | Sección Australes  |
|  |                    |

|  | \| \| Sección Oligocista \| \| \| \| \| \| Sección Avesicarioides \| \| \| \| |
|  |                                                                               |
|  | Sección Benjaminia                                                            |
|  |                                                                               |
|  | Sección Oligocista                                                            |
|  |                                                                               |
|  | Sección Avesicarioides                                                        |
|  |                                                                               |

|  | Sección Oligocista     |
|  |                        |
|  | Sección Avesicarioides |
|  |                        |

|  | Sección Stomoisia |
|  |                   |
|  | Sección Enskide   |
|  |                   |

|  | \| \| Sección Oligocista \| \| \| \| \| \| Sección Avesicarioides \| \| \| \| |
|  |                                                                               |
|  | Sección Benjaminia                                                            |
|  |                                                                               |
|  | Sección Oligocista                                                            |
|  |                                                                               |
|  | Sección Avesicarioides                                                        |
|  |                                                                               |

|  | Sección Oligocista     |
|  |                        |
|  | Sección Avesicarioides |
|  |                        |

|  | Sección Stomoisia |
|  |                   |
|  | Sección Enskide   |
|  |                   |

|  | \| \| Sección Oligocista \| \| \| \| \| \| Sección Avesicarioides \| \| \| \| |
|  |                                                                               |
|  | Sección Benjaminia                                                            |
|  |                                                                               |
|  | Sección Oligocista                                                            |
|  |                                                                               |
|  | Sección Avesicarioides                                                        |
|  |                                                                               |

|  | Sección Oligocista     |
|  |                        |
|  | Sección Avesicarioides |
|  |                        |

|  | Sección Stomoisia |
|  |                   |
|  | Sección Enskide   |
|  |                   |

|  | \| \| Sección Oligocista \| \| \| \| \| \| Sección Avesicarioides \| \| \| \| |
|  |                                                                               |
|  | Sección Benjaminia                                                            |
|  |                                                                               |
|  | Sección Oligocista                                                            |
|  |                                                                               |
|  | Sección Avesicarioides                                                        |
|  |                                                                               |

|  | Sección Oligocista     |
|  |                        |
|  | Sección Avesicarioides |
|  |                        |

|  | Sección Stomoisia |
|  |                   |
|  | Sección Enskide   |
|  |                   |

|  | Sección Calpidisca |
|  |                    |
|  | Sección Lloydia    |
|  |                    |
|  | Sección Australes  |
|  |                    |

|  | Sección Nigrescentes |
|  |                      |
|  | Sección Phyllaria    |
|  |                      |

|  | Sección Pleiochasia   |
|  |                       |
|  | Sección Polypompholyx |
|  |                       |